# 安德鲁·约翰逊
安德鲁·约翰逊（英語：Andrew Johnson，1808年12月29日—1875年7月31日）1865至1869年担任第17届美国总统，本是亚伯拉罕·林肯手下副总统，林肯遇刺后继任。约翰逊是民主党人，与林肯成为國家聯合黨竞选搭档，在南北战争结束之际就职。他主张尽快让脱离联邦的南方州份回归，为此不惜放弃保护刚刚解放的黑奴，此举与共和党主导的国会严重冲突，在1868年众议院决定弹劾总统之际达到高潮，最后参议院以一票之差裁定约翰逊罪名不成立。
约翰逊出身贫寒而且没上过学，他拜裁缝为师，在边境城镇做工。定居田纳西州格林维尔后他当过议员和镇长，1835年当选州众议员，短暂担任州参议员后在1843年入选联邦众议员并四度连任。他出任四年田纳西州州长，又在1857年获州议会推举进入联邦参议院。约翰逊在国会力促通过宅地法，该法在他1862年离任参议员后颁布。田纳西等南方蓄奴州扯旗造反组建美利堅聯盟國，但约翰逊坚定支持联邦，得知故乡州分家单过后其他参议员全部辞职，只有他例外。1862年，林肯在联邦军光复田纳西州大部分领土之际任命约翰逊担任军事总督。林肯希望在1864年竞选连任时倡导民族统一，挑选约翰逊为竞选搭档非常合理，两人在1864年大选以显著优势胜出。
约翰逊实施自己的总统重建计画，要求脱离联邦的州举办制宪大会和选举以改革文官政府。而南方各州大批昔日领导人再度上台，通过黑人法令剥夺自由民的公民自由，共和党国会议员拒绝坐视，想方设法阻止南方州份议员进入国会，并以进步立法对抗州政府。然而总统否决此类国会法案，国会又推翻否决，他任内共有15次否决被国会推翻，比其他总统都多。连赋予黑奴公民身份的第十四条修正案，约翰逊都反对。为突破共和党的反对浪潮，他1866年乘火车巡回演讲，宣传他的行政政策。立法与行政机构冲突日趋激烈，国会通过《任期法》限制总统撤职内阁官员的权力，但约翰逊不为所动，坚持开除战争部长埃德温·斯坦顿，最后众议院决定弹劾，参议院仅以一票之差裁定罪名不成立。1868年民主党没有提名约翰逊竞选连任，他在第二年任期届满后离开白宫。
约翰逊卸任后回归田纳西州，1875年又当选联邦参议员，是史上唯一出任参议员的前总统，但上任五个月便与世长辞。约翰逊极力反对联邦政府保障黑人权利，如此立场导致史学家普遍认为他在历任总统位居倒数。

## 早年经历和职业

### 童年

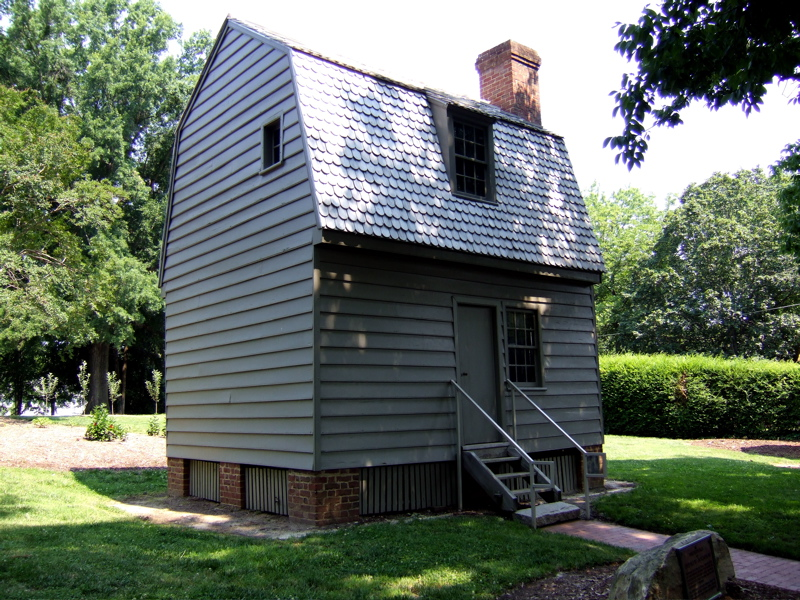
约翰逊生于北卡罗来纳州罗利，上图是他的出生地和童年故居

安德鲁·约翰逊1808年12月29日生于北卡罗来纳州罗利，父亲叫雅各布·约翰逊（1778至1812年），母亲玛丽·麦克唐纳昵称“波莉”（1783至1856年），平常洗衣赚钱补贴家用。安德鲁有英格兰裔、苏格兰－爱尔兰裔、爱尔兰裔血统，兄长威廉大他四岁，姐姐伊丽莎白幼时夭折。他出生的棚屋只有两个房间，这在19世纪中期属于政治资产，他经常以此向选民自证出身卑微。安德鲁的父亲雅各布、爷爷威廉·约翰逊都很穷，但雅各布成家前就当上罗利镇长。安德鲁的父母都是文盲，从事酒馆服务员之类工作，日子过得紧巴巴的，他也从未上学。雅各布救下三名溺水男子后在敲镇钟时死于心脏病，安德鲁此时还只有三岁。母亲从此靠洗衣独力撑起家庭，此时洗衣妇是美国社会备受歧视的职业，女子无人陪同走进他人家里更易招来流言蜚语。安德鲁与兄弟姐妹长得不像，江湖传言声称他是母亲偷人生的野种。波莉·约翰逊后来改嫁特纳·道特里，两人穷困程度半斤八两。
波莉送威廉到裁缝詹姆斯·塞尔比门下学徒，安德鲁十岁时也开始在塞尔比店里学徒，而且有一直做到21岁生日的法律义务。安德鲁学徒期间与母亲同住，塞尔比的雇员教他认字。镇上乡亲对他的教育伸出援手，到店里向一边工作的裁缝朗读文字。安德鲁学徒前就开始通过聆听学习，阅读形成的学习兴趣伴随终身。为他立传的安妮特·戈登－里德认为，约翰逊就是在穿针引线的同时掌握演讲艺术，成为颇具天份的公共演说家。
约翰逊在塞尔比门下很不如意，熬过五年后和哥哥逃走。塞尔比发布悬赏：“十美元奖金。学徒威廉与安德鲁·约翰逊违法逃跑……任何人将两人送到罗利我就会支付上述奖金，只有安德鲁·约翰逊也行。”兄弟俩逃到穆尔县迦太基，安德鲁在此当裁缝工作数月，但又担心被抓回罗利而逃到南卡罗来纳州劳伦斯。他很快找到工作，结识初恋玛丽·伍德，做被子当礼物送给她，但后来求婚被拒。约翰逊回到罗利想买断学徒期，但没法同塞尔比谈拢条件。继续留在罗利要冒擅自背弃学徒义务被捕的风险，他最后决定西迁。

### 移居田纳西州
约翰逊前往田纳西州，大部分路程全靠步行，在諾克斯維爾短暂停留后移居亚拉巴马州穆尔斯维尔。他在田纳西州摩利县哥伦比亚当裁缝，但继父觉得北卡罗来纳州没有发展前途准备西迁，同波莉把安德鲁叫回罗利。一家人翻越藍嶺山脈抵达田纳西州格林维尔，安德鲁对当地一见钟情，发迹后买下他首次扎营位置的土地并植树纪念。
约翰逊在格林维尔的裁缝生意很好，1827年还只18岁就和年仅16岁的当地鞋匠之女伊丽莎·麦卡德尔成婚，主持婚礼的太平绅士莫迪凯·林肯是托马斯·林肯之侄，后者是亚伯拉罕·林肯之父。约翰逊夫妇的婚姻持续近半个世纪，育有五个孩子，分别是1828年出生的长女玛莎，1830年诞生的二子查尔斯，1832年的三女玛丽，1834年的四子罗伯特，1852年的幺子小安德鲁。伊丽莎患有结核病但支持丈夫为胸中抱负拼搏，教他数学并辅导安德鲁改善写作水平。伊丽莎天生羞涩腼腆，丈夫在政坛风生水起之际她基本没有离开格林维尔。丈夫入主白宫后她极少露面，白宫女主人的职责大多由长女玛莎负责。
婚后几年约翰逊的裁缝生意态势喜人，足以聘请帮工并投资房产。他自认手艺上佳：“从未撕破或损坏”，平时醉心阅读。演讲名家题材著作激起约翰逊对政治交流的兴趣，他与观点对立的顾客就日常议题私下辩论，还参与格林维尔学院辩论赛。

### 奴隶
约翰逊1843年买下第一个奴隶，年仅14岁的多莉，不久又买下多莉的兄弟山姆。多莉后生下利兹、弗洛伦斯、威廉三个孩子。1857年约翰逊买下13岁的亨利，后来把他带进白宫。山姆与夫人玛格丽特生下九个孩子，山姆以身为奴隶却有强烈的尊严感闻名，曾与约翰逊一家协商工作本质问题，后来当上自由民局委员。值得一提的是，约翰逊为山姆的劳作支付报酬，还在1867年送他土地。约翰逊一生拥有的奴隶至少十人，据称他对奴隶极富同情心，彼此如同家人。
约翰逊1863年8月8日还所有奴隶自由，他们选择留下来当带薪仆人。一年后约翰逊又以田纳西军事总督的身份宣告该州奴隶解放。约翰逊当总统期间，山姆和玛格丽特住在他的裁缝店且无需租金。田纳西州解放的黑奴送他手表表达感激和赞赏，上附铭文“感谢他对自由事业的不懈努力”。

## 政坛崛起

### 田纳西政坛
约翰逊在1829年格林维尔市政选举期间协助选派技工党候选人，与朋友布莱克斯顿·麦克唐纳、莫迪凯·林肯当选市议员。1831年纳特·特纳奴隶起义后，田纳西召开州大会制订新宪法，其中包括剥夺有色人种自由的规定。大会还想改革房产税率，为改善州内基础设施提供筹资手段。新宪法递交公投，在约翰逊四处演讲推动下通过，令他在全州名气大增。1834年1月4日，议员同僚推举约翰逊出任格林维尔市长。

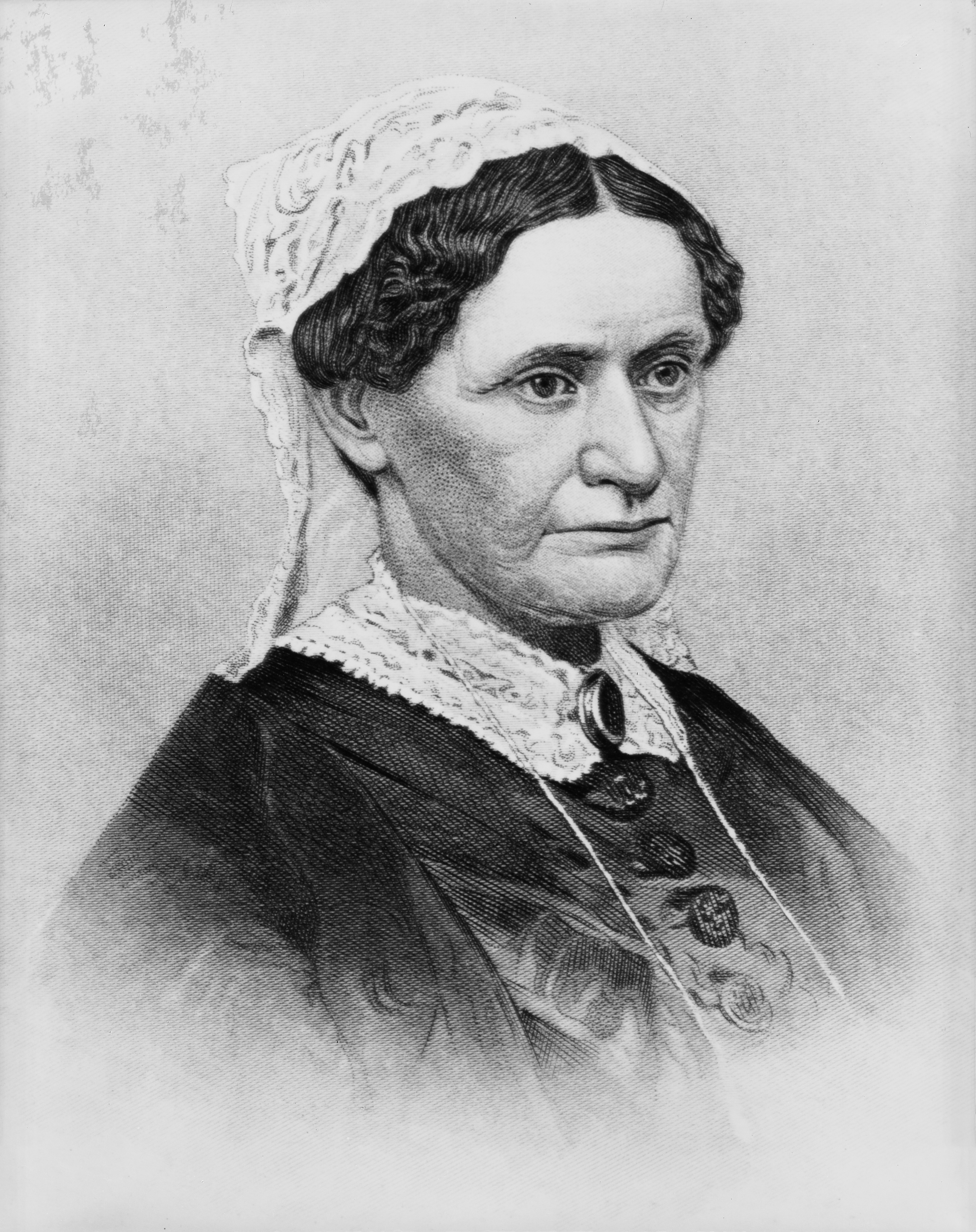
伊丽莎·麦卡德尔·约翰逊

1835年，约翰逊竞选格林县与近邻华盛顿县在州众议院共有的浮动议席。据汉斯·特雷福斯所著传记记载，约翰逊辩论时彻底驳倒对手，得票数超对方一倍。他在格林维尔加入田纳西州民兵第90团，官拜上校，但服役期间因不明因素遭罚款。
约翰逊首度在州首府纳什维尔担任议员时投票尚无明确倾向，有时与民主党相同，有时和新成立的辉格党一致，但他很尊敬田纳西同胞、民主党总统安德鲁·杰克逊。主要政党的核心价值观和政策方向此时尚在摸索阶段，政党体系不断变化。辉格党组织起来反对杰克逊，对政府行政机构集权充满忧虑，约翰逊与辉格党立场不同，他的选民希望改善交通，但他主张把政府开支限制在最低水平，反对出资协助铁路建设。1837年布鲁金斯·坎贝尔和辉格党人击败竞选连任的约翰逊，此后30年后者再没输过选战。1839年他争取辉格党联邦众议员提名，但在他人加入提名争夺战后改以民主党人身份参选并胜出。从此他明确支持民主党，在格林县形成强大政治势力。约翰逊坚定拥护民主党并以辩才著称，此时公众演讲既是宣传又是娱乐手段，人们成群结队前去听他讲话。
1840年，约翰逊当选田纳西州总统选举人，在州内名气进一步提升。在任民主党总统马丁·范布伦不敌前俄亥俄州联邦参议员威廉·亨利·哈里森，但约翰逊对民主党拿下格林县和田纳西州作用举足轻重。1841年他当选州参议员，任期两年。他靠当裁缝积累不少钱财，为专心政坛将生意转让。他还购买其他不动产，买下地盘更大的住宅和农场给母亲与继父居住，此外他还有八到九名奴隶。

### 联邦众议员（1843至1853年）
约翰逊在州议会两院都干过，把国会当做从政的下一目标。他参加各种政治活动争取民主党支持，如参加格林维尔邮政局长选举，以5495票战胜得票4892的辉格党在任局长、华盛顿县琼斯伯勒律师约翰·艾肯。约翰逊首度前往国会山之际加入刚刚取得众议院多数席位的民主党，他为穷苦阶层利益代言，坚持反对废除奴隶制，主张限制政府开支，反对贸易保护关税。伊丽莎留在格林维尔，约翰逊回避社交，沉醉在国会图书馆钻研。1844年田纳西州民主党同胞詹姆斯·诺克斯·波尔克当选总统，约翰逊为他竞选，但两人关系不佳，波尔克入主白宫后不接受约翰逊的部分官员任命建议。
约翰逊与许多南方民主党人一样认为宪法保护私有财产，奴隶也不例外，如此便等于禁止联邦或州政府废除奴隶制。1845年他以反抗贵族的穷人卫士形象战胜威廉·布朗洛连任，在第二个任期支持波尔克政府打响美墨戰爭，部分北方人认为此举旨在夺取领土并向西扩张奴隶制。约翰逊反对旨在禁止墨西哥割讓地实施奴隶制的威尔莫特但书并首次提出宅地法，主张向愿意在新领土定居的人赠送65公顷土地，法案对出身贫寒的约翰逊来说意义特别重大。
民主党在1848年总统大选之际因奴隶制问题分裂，倡导废奴者另组自由土地黨并提名前总统范布伦。约翰逊支持民主党候选人、前密歇根州联邦参议员刘易斯·卡斯。最后辉格党提名的扎卡里·泰勒以显著优势拿下选举，还赢得田纳西州。约翰逊与波尔克的关系仍然不佳，波尔克在1849年最后一次总统新年公众招待会上表示：
我在今日来宾里看到尊敬的安德鲁·约翰逊众议员。他代表田纳西州民主党选区，但这是我在本届国会首次见到他。他自称民主党人，但我当总统期间无论政治上还是私人方面都对我充满敌意。他睚眦必报、脾气和举动反复无常。他深知如果像个男人那样敢于独立公开反对立场，选民绝不可能让他上台。而我，根本不明白到底何时开罪过他。
约翰逊反对政府出资建设铁路，但此时全美新增铁路意愿高涨，他的选区又非常盼望改善交通条件，故支持政府协助建设东田纳西、弗吉尼亚、乔治亚铁路。

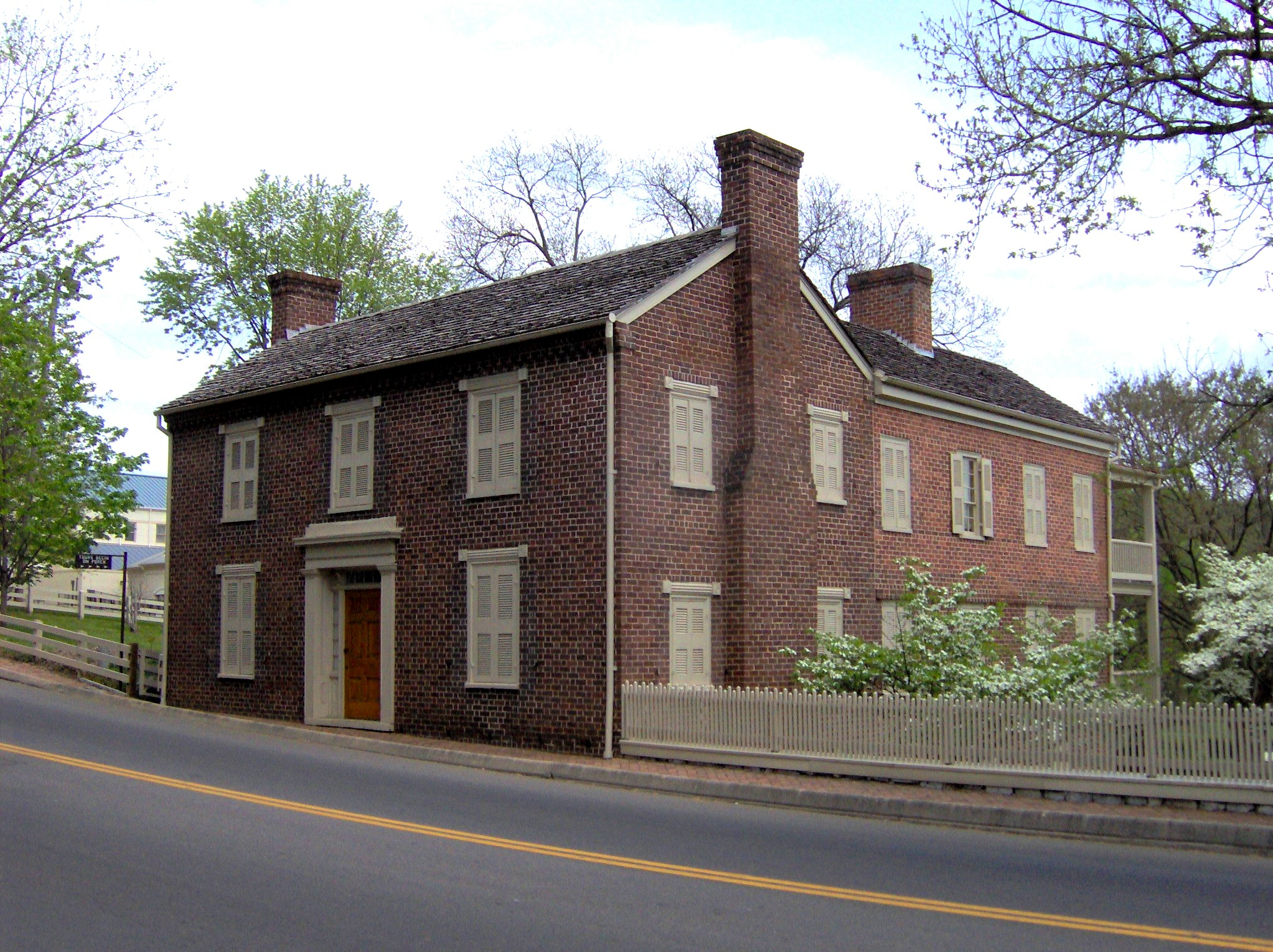
1851年在田纳西州格林维尔屹立的安德鲁·约翰逊大宅

约翰逊在第三次竞选连任时主要关注三大议题：奴隶制、宅基地、司法选举。1849年8月他以超出以往选举的优势幅度击败对手纳撒尼尔·泰勒。12月众议院开会之际，民主党派分裂组建自由土地党导致国会没有多数党，无法选出议长。约翰逊提议以相对多数选举议长，数周后其他议员提出类似建议，民主党议员豪厄尔·科布当选。
议长选举尘埃落定后国会开始处理立法事务，其中最主要的就是奴隶制议题。北方人希望接纳自由州加利福尼亚加入联邦，肯塔基州联邦参议员亨利·克莱递交人称《1850年妥协案》的连串决议，同意加利福尼亚州加入的同时，又通过南北双方各自主张的法案。约翰逊投票支持妥协案绝大多数倡议，唯独反对在首都哥伦比亚特区废除奴隶制。他敦促国会通过宪法修正案决议，主张此时分别由州议会和选举人推举的联邦参议员与总统改为普选，联邦法官任期由不限改为12年，但均未通过。
约翰逊第四次竞选连任之际，部分民主党人提名兰登·卡特·海恩斯竞争，辉格党没有提名人选，对普选时民主党窝里斗非常满意。选战辩论非常激烈，约翰逊主要关注推动宅地法通过，海恩斯认为此举可能推动废除奴隶制。约翰逊最后以超1600票优势连任。他对民主党1852年提名前新罕布什尔州联邦参议员富兰克林·皮尔斯竞选总统不以为然，但还是为党派旗手竞选。皮尔斯赢得大选，但没拿下田纳西州。1852年约翰逊推动众议院通过宅地法，但过不了参议院这关。辉格党取得田纳西州议会控制权，并在古斯塔夫斯·亨利引领下重新划分约翰逊所属的第一国会选区，确保今后该党人士当选。《纳什维尔联盟报》把如此行径称为“亨利蝾螈”，约翰逊感叹此举断绝他的政治前程。

### 田纳西州长（1853至1857年）

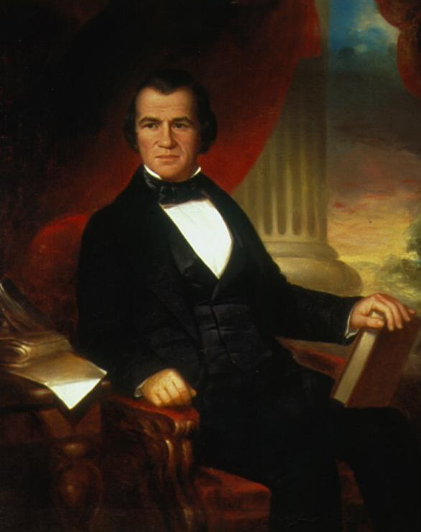
威廉·布朗·库珀1856年创作的约翰逊画像

如果约翰逊的确因“亨利蝾螈”对政治萌生退意，事实证明他很快打消念头。政坛友人为他争取州长提名，民主党大会一致推举约翰逊，但也有部分党员对此不满。过去两届州长选举都是辉格党取胜，州议会也是该党天下。亨利获辉格党提名，凸显第一选区“亨利蝾螈”的效果。约翰逊与亨利长时间在县城辩论，但亨利的家人在距1853年8月选举日还有两周时病倒，辩论会取消。约翰逊以63413票战胜对手（61163票），部分选票旨在换取他的承诺，支持辉格党人纳撒尼尔·泰勒取得约翰逊过去的国会议席。
田纳西州长缺乏实权，约翰逊只能提出不能否决立法，大部分官员都是辉格党控制的议会任命。不过州长职位至少相当于“名望讲坛”，方便约翰逊宣传自我和政治观点。他以支持辉格党人约翰·贝尔出任联邦参议员换取想要的政治任命，在首次两年一度的州长演说呼吁简化州司法体制，废除田纳西银行，设立度量衡统一机构，但只有最后一项通过。约翰逊批评州内公办学校体制，建议通过全州或各县税收加大投入，议会最后通过的加税方案融合两种手段。田纳西州在他任内为州公共图书馆打好基础，确保所有人都能入内阅读，还首度建立公立学校体系，为工匠和农民定期举办州级展会。
辉格党在全国范围走向最后的衰落，但在田纳西州势力依旧强劲，1855年该州民主党前景黯淡。约翰逊同意竞选连任，认为只有这样才能争取更高级别公职。辉格党提名梅雷迪斯·金特里挑战，十余场尖刻辩论接踵而至。竞选议题如奴隶制、禁酒、一无所知党的排外立场。约翰逊支持奴隶制，反对禁酒、排外，而且觉得一无所知党就是秘密社团。金特里对禁酒与否立场比较模糊，还得到一无所知党支持。约翰逊出人意料地赢得选举，只不过胜幅不及1853年。
1856年总统大选临近，渴望提名的约翰逊获田纳西州部分县民主党大会支持。他认为部分地区实施奴隶制对联邦最有利，如此立场适合充当态度务实的折衷候选人。约翰逊此时还不具备主要候选人的实力，民主党最后提名前宾夕法尼亚州联邦参议员詹姆斯·布坎南。约翰逊对布坎南和副总统候选人约翰·C·布雷肯里奇不以为然，但还是摇旗呐喊，两人最后当选。
约翰逊决定不再竞选连任州长，把目光投向联邦参议员席位。1857年他从首都返回时火车脱轨，导致右臂重伤，此后多年带来重重不便。

### 联邦参议员

#### 倡导宅地法

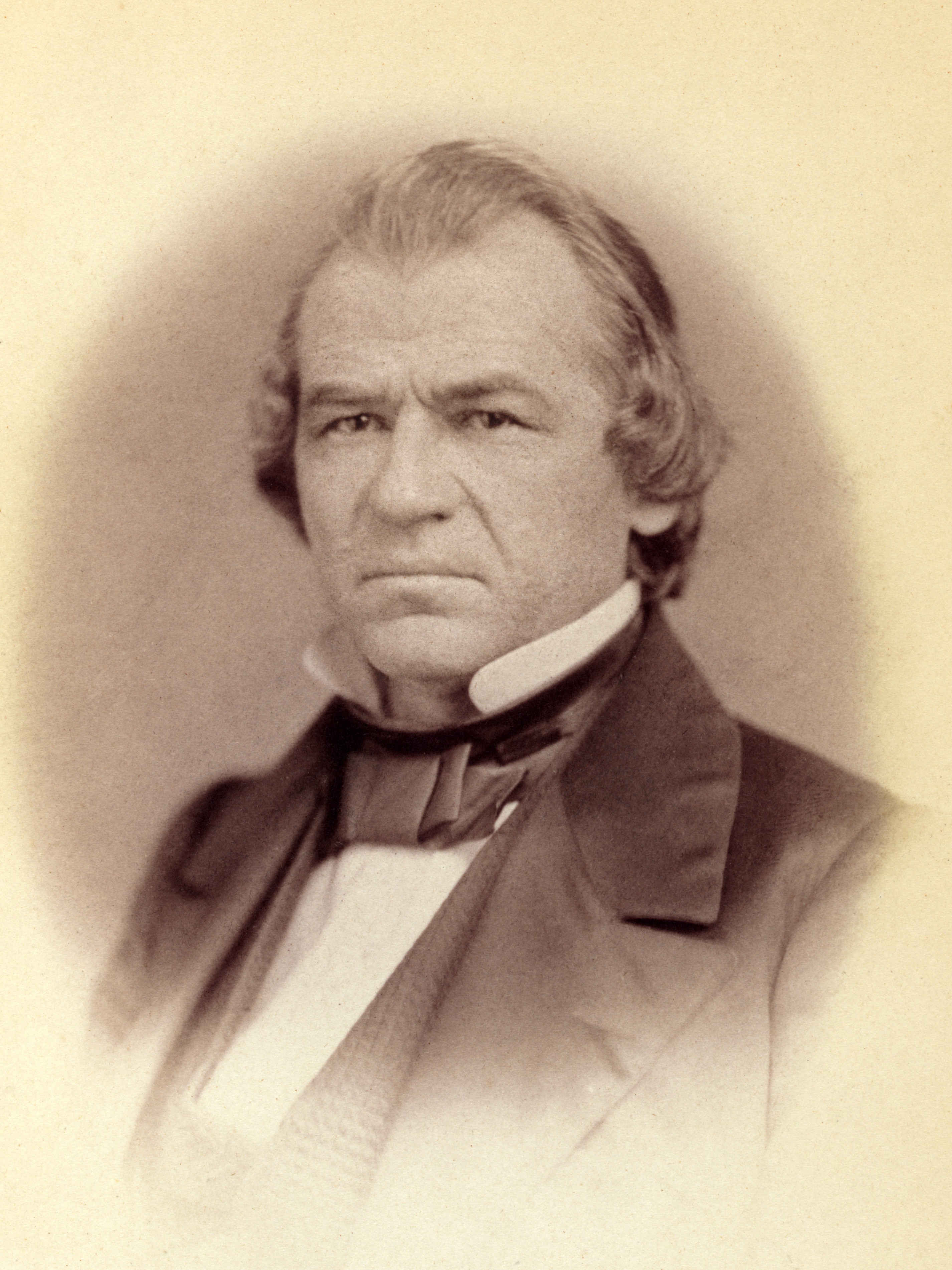
1859年的参议员约翰逊

州议会经过1857年选举后将在十月开会推举联邦参议员，辉格党前州长威廉·坎贝尔在给叔叔的信中写道：“辉格党最担心的就是能否取得议会多数席位来阻止安德鲁·约翰逊担任联邦参议员。如果民主党占多数就肯定会推举他，任何还活着的美国人党员都不像约翰逊那样令辉格党厌憎。”竞选期间坎贝尔四处演讲，辉格党赢得州长选举并控制州议会。约翰逊利用担任州长的最后演讲说服选民，他的提议深得民主党人心，两天后州议会推举他担任联邦参议员。反对势力对此震惊不已，里士满《辉格报》称他“全联邦最卑鄙的激进分子、最肆无忌惮的煽动者”。
小农场主和个体户在田纳西州选民占比极高，事实证明他们认同约翰逊，这也是后者得以登上高位的根本原因。他把小农场主和个体户称为“平民”，在田纳西州民主党占领导地位的种植园主和律师虽然不那么认同约翰逊，但在得票率上远远不及。田纳西州某选民在约翰逊去世后写道：“约翰逊对所有人始终一视同仁……荣誉不会让他忘记善待最卑微的公民。”他的形象让人过目难忘，衣着剪裁始终完美，而且毅力过人，能够忍受旷日持久的竞选，每天在恶劣道路奔向下一站演讲或辩论。他的资本是广交朋友、勤于求教，基本不靠党派势力。友人休·道格拉斯来信写道：“你长期阻碍我们成为伟人的道路，我们许多人其实根本就不想你当州长，只不过其他人都选不上，只想利用你。我们也不想送你去参议院，只不过人民选中你。”
约翰逊的任期在1857年3月开始，但要到12月国会开幕时上任。他像之前一样没有把家人带来首都，丈夫首次出任联邦参议员时，伊丽莎仅在1860年来过哥伦比亚特区。约翰逊上任后马上把宅地法推上参议院日程，但支持该法的参议员大多来自北方，其中许多又属新成立的共和党，法案因奴隶制问题引起疑虑。南方参议员认为没有奴隶的北方人更可能靠宅地法条款受益，联邦最高法院这年在“斯科特诉桑福德案”裁定奴隶制禁令违宪，令奴隶制问题更形复杂。身为南方奴隶主参议员，约翰逊第二年五月在参议院发表重要演讲，意图说服同僚，宅地法与奴隶制没有冲突，但南方的反对立场仍导致法案以22票赞成、30票反对未通过。1859年参议院表决出现平局，副总统布雷肯里奇投下破局反对票否决法案；1860年两院通过的版本效力大打折扣，但布坎南总统仍在南方州敦促下行使否决权。
约翰逊反对联邦政府出资建设哥伦比亚特区基础设施，声称就算是政府所在地，要求各州公民出钱建设首都街道也未免过分。他反对耗费资金出兵平定犹他领地的摩门教动乱，宣称美国不应该维持常备军，主张临时组建志愿军处理。
1859年10月，废奴激进分子约翰·布朗等人突袭弗吉尼亚州哈珀斯费里（今西弗吉尼亚州）联邦军火库，哥伦比亚特区支持与反对奴隶制双方关系大为紧张。约翰逊12月在参议院发表重要讲话，谴责北方人企图取缔奴隶制、进而威胁联邦。他宣称《独立宣言》的“人人生而平等”不包括黑人，并援引禁止黑人投票但同样包含“人人生而平等”的《伊利诺伊州宪法》为例。约翰逊此时家境优越，拥有14名奴隶。

#### 分裂危机

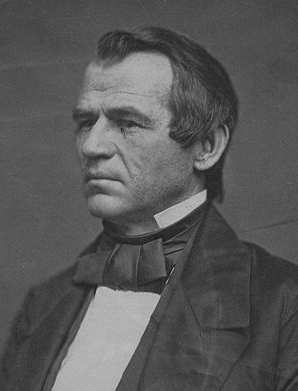
1860年的约翰逊

民主党因奴隶制问题四分五裂，约翰逊希望成为总统折衷人选。1860年民主党全国大会在南卡罗来纳州查尔斯顿召开，约翰逊派忙于宅地法事务，派首席政治顾问和两个儿子为代表前去寻求幕后交易。大会因候选人无法取得所需三分之二多数代表支持陷入僵局，但还远达不到折衷考虑约翰逊的程度。党派意向分裂，北方民主党人支持伊利诺伊州联邦参议员史蒂芬·阿諾·道格拉斯竞选总统，约翰逊等南方人支持副总统布雷肯里奇。前田纳西州联邦参议员贝尔搅起混水作为第四党候选人加入竞选，选票更为分散，最后史上首位共和党总统、前伊利诺伊州联邦众议员亚伯拉罕·林肯当选。许多南方人无法接受林肯这种明确反对奴隶制扩张的人当选，竞选期间虽然没有出现国家分裂议题，但此时南方各州已开始考虑。
约翰逊大选后走上参议院讲台：“我不会放弃政府……决不；我要坚持下去……而且邀请所有爱国者……团结在我们国家共同的圣坛周围……向上帝与所有神圣宣誓，挽救宪法、维护联邦。”演讲赢得北方普遍赞誉。南方参议员宣布所在州脱离联邦就辞职，约翰逊于是提示密西西比州议员傑佛遜·戴維斯，南方议员继续任职就能控制参议院，阻止林肯侵犯南方利益。戈登－里德指出，约翰逊真心认为联邦不可分割，导致戴维斯等南方领导人的疏远，南方州份不久便扯旗造反组建美利堅聯盟國，戴维斯任总统。如果田纳西人决定支持邦联，约翰逊在州政府将毫无影响。
约翰逊在田纳西州讨论分裂议题之际回家，在他之后接任州长的伊沙姆·哈里斯和州议会组织公投决定是否召开制宪大会授权脱离联邦，公投结果决定不召开大会，州长和议会随即又针对是否脱离联邦举办公投。约翰逊积极发言反对分裂，面对生命威胁、甚至遭人袭击也不为所动，在讲台上面对枪口继续演说。他所在的东田纳西大多反对分裂，但第二次公投通过，田纳西州1861年6月加入邦联。约翰逊担心留在故乡恐怕难逃一死，他离开格林维尔的家人从坎伯蘭峽逃离，其间还与同行人员遭遇枪击。
各分裂州份参议员只有约翰逊没辞职，他还是此时全美最有名的南方合众派，林肯在南北战争早期愿意听取他的意见。田纳西州基本落入邦联控制，国会休会期间约翰逊在肯塔基州和俄亥俄州度过，想说服联邦军指挥官挥军进入东田纳西，但都沦为空谷足音。

### 田纳西军事总督
约翰逊的参议员任期在1862年3月截止，林肯提名他担任田纳西军事总督，联邦军已收复该州中部与西部大部分地区。部分人士主张击败各地邦联势力后恢复文官政府，但林肯决定利用三军总司令职权在联邦军控制的南方地区任命军事总督。参议院马上确定提名并授予约翰逊准将军衔。邦联还以颜色，没收约翰逊的土地和奴隶，把他的家园改造成军队医院。1862年下半年，约翰逊早已离开国会，没有南方各州议员再来反对，宅地法终于颁布。该法与赠地大学和横贯大陆铁路法律共同打开西部移民大门。
身为军事总督，约翰逊力图消除叛乱对田纳西州的影响。他要求公职人员宣誓效忠联邦，关闭与邦联一个鼻孔出气的报纸。东田纳西大多还在邦联控制，1862年战事起伏，邦联军有时再度逼近纳什维尔。不过，邦联军没有阻止家人通过前线与他团聚。纳什维尔经常遭內森·貝德福德·福雷斯特将军率领的骑兵袭扰，约翰逊尽力守御。北方正规军的增援迟迟未至，情况直到1863年初威廉·罗斯克兰斯在默弗里斯伯勒击败邦联军才缓解，东田纳西大多同年光复。
1863年林肯发布解放奴隸宣言，宣布邦联控制区所有奴隶获得自由，但应约翰逊要求没有提及此时已不在邦联掌控的田纳西州。合众派有些人不支持废除奴隶制，宣言导致越来越多人开始讨论战后如何处理奴隶制。约翰逊最终认定必须终结奴隶制：“如果奴隶制……企图推翻政府，那么政府当然有权摧毁它。”他勉强支持征召昔日黑奴加入联邦军，觉得黑人应该从事卑微工作，由白人负责战斗。约翰逊没有让上述心态影响工作，招募两万黑人加入联邦军。

## 美国副总统（1865年）

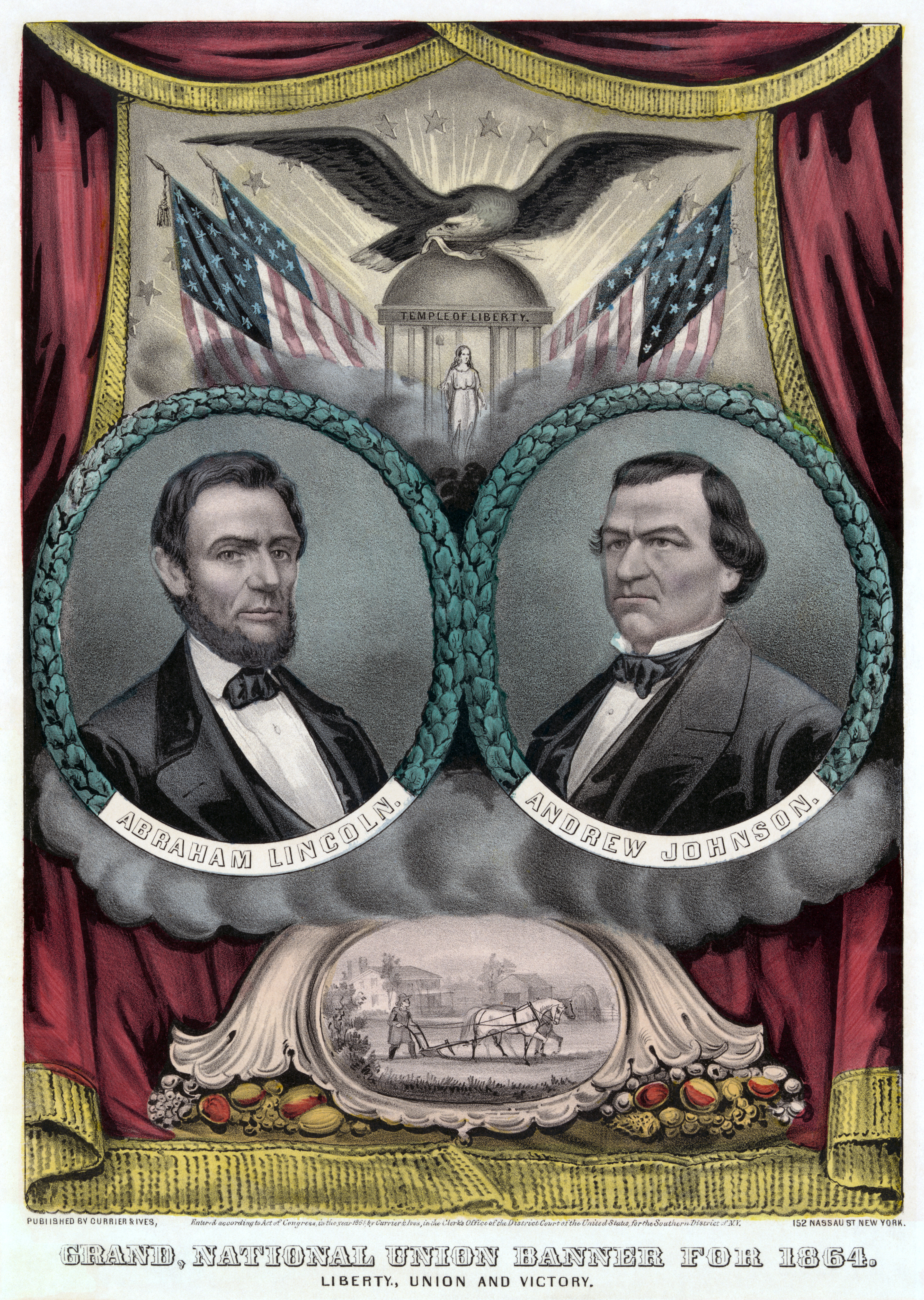
林肯－约翰逊竞选海报

林肯自1860年起的竞选搭档、缅因州联邦参议员汉尼巴尔·哈姆林担任副总统期间工作兢兢业业，身体状况良好且愿意竞选连任，但1864年林肯选中约翰逊为搭档。
林肯曾为1864年的竞选搭档考虑好几位挺战民主党人，曾试探外界对本杰明·巴特勒的反应。1864年5月，总统派丹尼尔·斯克尔斯将军到纳什维尔了解实际情况。斯克尔斯坚称此行无意调查或询问军事总督约翰逊的事迹，但特雷福斯认为肯定与约翰逊提名副总统有关。据史学家阿尔伯特·卡斯特尔记载，林肯对约翰逊管理田纳西州的表现很满意。戈登－里德指出，1860年林肯与哈姆林搭档可能出于地理平衡考虑，1864年选择南方挺战民主党人约翰逊“既能体现分裂祖国的愚蠢，又能证明国家维系联邦的能力”。此外，选择约翰逊可能还为满足国务卿威廉·H·苏厄德的考量，避免选择他的纽约州同胞、前联邦参议员兼挺战民主党人丹尼尔·狄金森，如果副总统也是纽约人，苏厄德恐怕不能再继续当国务卿。约翰逊从记者口中得知斯克尔斯前来可能出于什么目的后积极活动，发表演讲并安排政坛友人在幕后工作，提升他争取提名的胜算。
为打响团结主题，林肯1864年不以共和党、而以國家聯合黨名义参选。党派提名大会同年六月在巴尔的摩召开，江湖传言大会将提名内阁官员或战绩辉煌的联邦军将领，但首轮投票就一致推举林肯。接下来前战争部长西蒙·卡梅伦提议林肯搭档哈姆林，但未获通过。印第安纳州的C·M·艾伦向大会建议提名约翰逊竞选副总统，爱荷华州代表附议。约翰逊首轮投票以两百票居首，其后分别是哈姆林150票，狄金森108票。肯塔基州代表第二轮转投约翰逊打开局面，最后他以491票胜出，哈姆林17票，狄金森八票，大会随后决议提名一致通过。林肯对结果表示满意：“我觉得安迪·约翰逊这人挺好。”消息传到纳什维尔后民众集聚，心怀感激的军事总督发表演说，称身为南方人却能竞选副总统，证明造反州份其实没有脱离联邦。

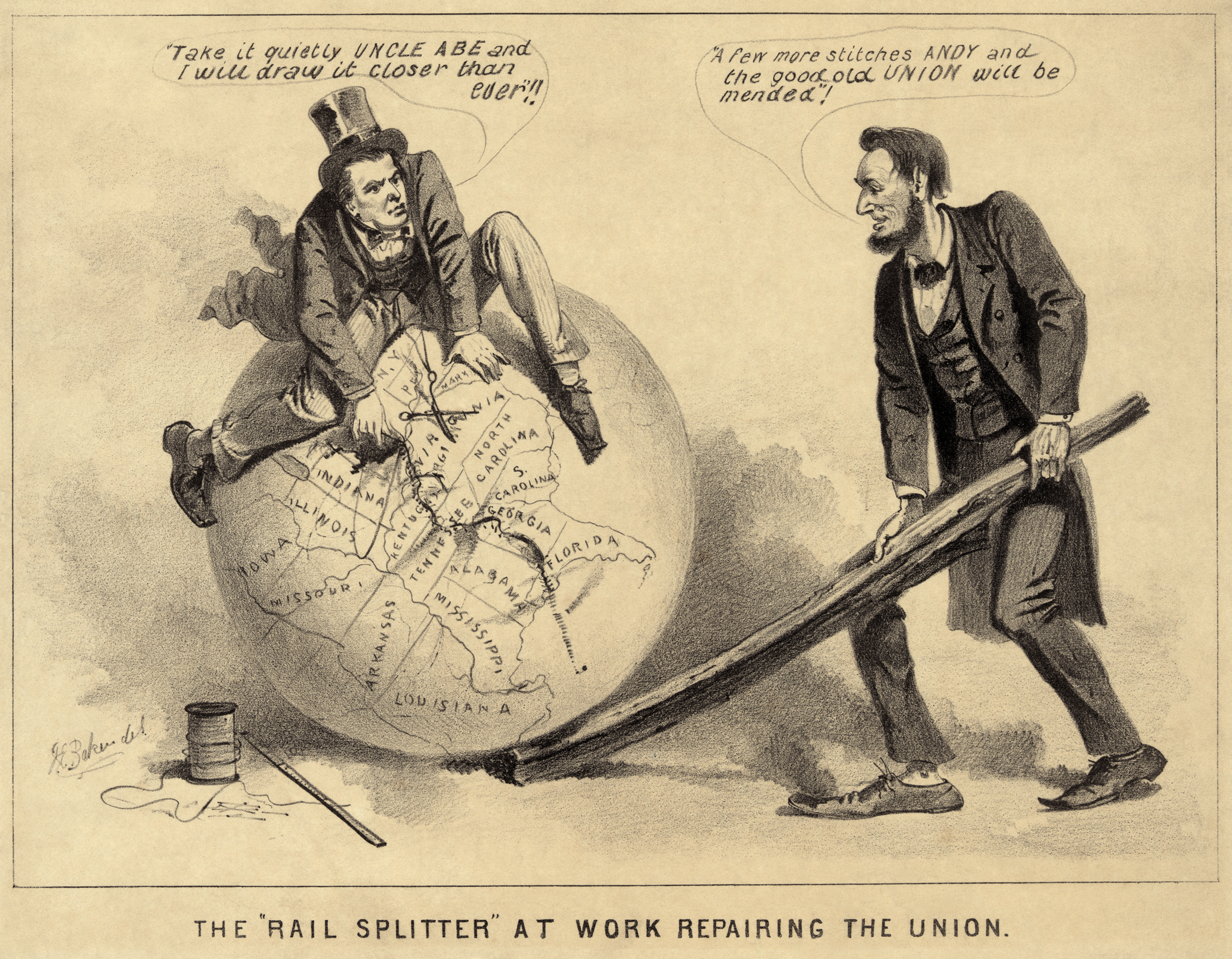
1865年政治漫画，约翰逊发挥裁缝特长，协助林肯修复联邦

此时的政治传统是全国高级公职候选人不积极竞选，但约翰逊在田纳西州、肯塔基州、俄亥俄州、印第安那州多次演讲。为提升田纳西州胜算，他在重建民事政府时对效忠誓词要求更加严格，选民必须发誓反对同邦联和谈。民主党总统候选人乔治·B·麦克莱伦力求谈判减少流血，誓词要求实际上剥夺麦克莱伦支持者的投票权。林肯拒绝推翻约翰逊的决定，两人以2.5万票优势拿下田纳西。国会不承认田纳西州的选举人票，但这根本不影响结果，大部分参与投票的州都是全國聯邦黨胜出。
大选过后约翰逊急于重建田纳西州文官政府，但受新州长选举时间限制，3月4日他宣誓就任副总统后田纳西才能成立新政府。约翰逊还想留在纳什维尔看到新政府尘埃落定，但总统顾问告知他必须与林肯一起宣誓就职。联邦军此时已经完全收复东田纳西，格林维尔也不例外。1865年2月22日，田纳西州选民在他前往首都前夕批准新宪法废除奴隶制，约翰逊身为军事总督宣布结果合法有效。
约翰逊前往哥伦比亚特区准备宣誓就职，但正如戈登－里德所言：“考虑到1865年3月4日的实际情况，约翰逊留在纳什维尔没准儿更好”。估计约翰逊可能身体不适，卡斯特尔认为是伤寒，但戈登－里德称卡斯特尔的论断缺乏独立证据。3月3日晚，约翰逊参加为他举办的晚会并喝到酩酊大醉，第二天抵达国会大厦时还没从宿醉缓过神儿，他请副总统汉姆林帮忙倒点威士忌，喝下两杯后言道：“如此场合，我需要最佳表现”。他在参议院大厅的讲话漫无边际，林肯、国会、各界名流在旁观看。他有时几乎语无伦次，最后终于在胡言乱语中停下来，哈姆林连忙引导他宣誓就任副总统。林肯对如此场面颇感难受，随后在国会大厦外宣誓就职并发表广受好评的第二次就职演说。
约翰逊上任后几周仅短暂主持参议院运作，大部分时间为避免公众耻笑躲在朋友弗朗西斯·普雷斯顿·布莱尔位于马里兰州的家里。他返回首都时本打算前往田纳西州，在格林维尔重建家园，但听闻尤利西斯·格兰特将军攻陷邦联首都弗吉尼亚州里士满、战争即将结束后留在哥伦比亚特区。面对他人对约翰逊3月4日行径的指责，林肯表示：“我认识安迪·约翰逊很多年，他那天确有失态，但不用害怕，安迪不是什么酒鬼”。

## 美国总统（1865至1869年）

### 继任

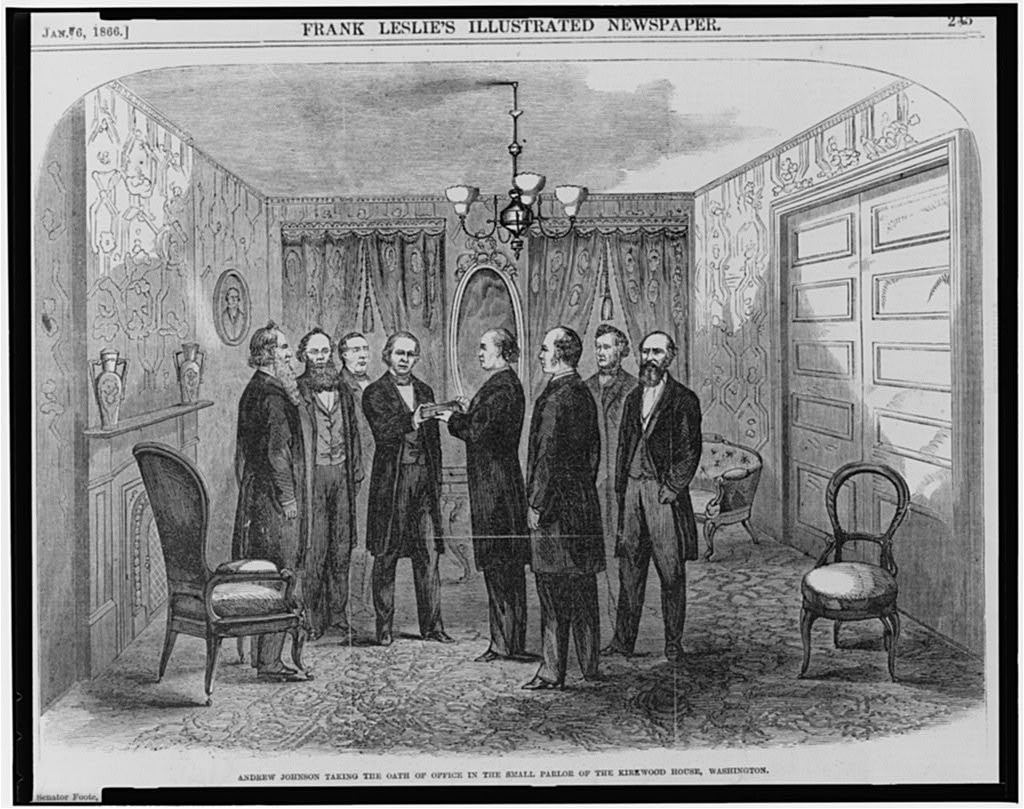
1865年4月15日首席大法官蔡斯主持约翰逊的宣誓就职仪式，周围是内阁官员

1865年4月14日下午，林肯与约翰逊自宣誓就职以来首次碰面。特雷福斯声称约翰逊想“劝林肯对叛徒不要太宽容”，戈登－里德认同上述看法。
当晚林肯总统遭认可邦联的舞台剧演员约翰·威尔克斯·布斯枪杀，阴谋分子还计划当晚暗杀约翰逊与苏厄德。苏厄德身受重伤勉强幸存，约翰逊运气很好，刺客乔治·阿泽罗特喝醉酒，压根儿没行动。同样在柯克伍德大宅寄宿的伦纳德·法威尔叫醒约翰逊，转告总统在福特剧院遇刺的消息。副总统匆忙赶到林肯病床前，短暂停留后返回，发誓“他们会付出代价，一定要付出代价。”林肯次日早上7時22分去世，约翰逊10至11点宣誓就职，首席大法官萨蒙·波特兰·蔡斯主持，大部分内阁官员在场。报纸称赞约翰逊此时“庄严肃穆”，部分内阁成员上次见到他还是3月4日就职典礼。约翰逊中午在财政部长办公室召开首次内阁会议，希望全体内阁继续效力。
林肯遇刺当时及后来都引发猜测，担心阴谋分子对约翰逊有何意图，或副总统是否牵涉其中。阿泽罗特被捕后为免于一死详细交待阴谋，其中没有任何内容表明刺杀副总统纯属计策，根本没有实施意图。阴谋论者指出，布斯行刺当天前往柯克伍德大宅，把名片留给约翰逊的私人秘书威廉·勃朗宁，上书“无意打扰，请问您在家吗？”最后堂而皇之地附上签名。
约翰逊以庄重姿态在哥伦比亚主持林肯的葬礼，遗体随后送到林肯故乡伊利诺伊州斯普林菲尔德入土。联邦军将领威廉·特库姆塞·舍曼不久回报，已在未知会哥伦比亚特区的情况下同邦联将领约瑟夫·E·约翰斯顿达成停战协定，以北卡罗来纳州境内邦联军投降为条件，换取州内政府继续掌权，联邦需尊重私有财产权。南方将奴隶视为财产，协定等于承诺北卡罗来纳州的黑人继续为奴。约翰逊和内阁无法接受，要求舍曼确保敌军投降，不得达成任何政治交易，舍曼遵令行事。约翰逊还对逃亡的邦联总统戴维斯发出十万美元悬赏（相当于2024年的205萬美元），为他赢得强硬对待南方的美名。他批准处死参与暗杀林肯的玛丽·苏拉特之举颇具争议，后者1865年7月7日与阿泽罗特等三人被处绞刑。

### 重建

#### 背景
约翰逊上任后首先面临的主要问题是如何处理战败邦联政府。林肯总统在联邦军光复弗吉尼亚州、阿肯色州、路易斯安那州、田纳西州大部分领土后授权组建忠于联邦的政府，主张一成计畫，即只要一成选民宣誓今后效忠联邦，该州就能举办选举。国会认为方案太过宽容，1864年两院通过《韦德－戴维斯法案》要求过半选民宣誓效忠，但林肯口袋否決。
约翰逊对重建定有三大目标。首先，他希望南方迅速回归並当成从未脱离联邦的州处理，这样只要公民愿意效忠，联邦政府就应该承认他们建立的政府。在他看来，黑人选举权只会拖慢回归时间、转移重点，谁有权投票应该由各州决定。其次，南方种植园主阶层政治权力应移交他满怀感情的“平民”。黑奴解放后名义上是自由民，但经济上与昔日主人仍有千丝万缕的联系，约翰逊担心他们会遵照奴隶主指示投票。第三，约翰逊希望在1868年堂堂正正地赢得总统宝座，而不是靠总统去世偶然继任。此前继任去世总统的副总统还从沒有谁直接赢得大选，约翰逊为此企图在南方形成民主党反国会重建联盟。
共和党派系林立，激进派共和党主张黑人投票等公民权利，认为可以诱导自由民对解放心怀感激投票支持共和党，确保共和党人长期掌权，使南方民主党人和昔日叛乱分子影响淡出。激进派还主张惩罚邦联高官。温和派共和党只希望确保民主党不得染指国家级权力，防止昔日叛乱分子重掌权力，但对黑人投票权不像激进派那么积极，这其中既有自身政治顾虑，又有自由民素质还不适合投票的观念影响。北方民主党人赞成无条件恢复南方各州权利，不支持黑人选举权，以免威胁民主党把持南方。

#### 总统重建
国会要到1865年12月才复会，约翰逊上任前大半年都可以在没有立法机关干预的情况下制定重建政策。激进派共和党人告知白宫，南方经济陷入混乱，敦促他借机坚持保障自由民权利，以此作为重新加入联邦的条件。约翰逊在苏厄德等官员支持下坚持主张投票权属于州内而非联邦事务，内阁对此无法达成一致。
5月29日，约翰逊在内阁一致支持下首次推动重建，发表两项声明。支持临时州长弗朗西斯·皮尔蓬特为首的弗吉尼亚州政府；赦免所有财产价值不足两万美元的前叛乱分子，任命北卡罗来纳州临时州长并授权该州选举。两项声明均不涉及黑人选举和自由民权利。总统还命令其他前叛乱州召开制宪大会。
南方各州开始组织政府，大量北方民众支持白宫政策，约翰逊认为这代表无条件支持迅速恢复南方权利，但他显然低估北方人确保南北战争没有白打的决心。对于北方来说，南方承认失败至关重要，奴隶制必须终结，黑人的命运应当改善。相比之下投票权倒在其次，毕竟北方都没几个州（基本只有新英格兰州份例外）给予黑人和白人同等权利，1865年下半年，康涅狄格州、威斯康星州、明尼苏达州都以大比率否决黑人选举权提案。北方公共舆论容忍约翰逊在黑人选举权问题上无所作为的前提在于加速南方承认失败，实际却令南方白人胆气大振。许多南方州通过黑人法令，用不能取消的年度合约把黑人劳工困在农场，执法部门随心所欲地以流浪罪逮捕黑人，把他们当劳力出租。入选国会的南方议员大多曾加入邦联，其中最突出的代表是乔治亚州候任联邦参议员、前邦联副总统亚历山大·斯蒂芬斯。1865年12月初国会开幕，约翰逊意在和解的国情咨文赢得好评，但国会拒绝南方议员上任，成立委员会推荐重建立法。
内战的情感创伤尚未愈合，史蒂芬斯这种顽固不化的邦联领袖居然能堂而皇之地当上联邦高官，令北方民众出离愤怒。在他们看来，黑人法令导致非裔美国人的处境与为奴时相比都好不了多少。共和党人还担心南方各州回归将导致民主党再度掌权。大卫·斯图尔特探讨约翰逊弹劾案的著作指出：暴力与贫困肆虐南方，激起反对约翰逊浪潮。

#### 与共和党决裂（1866年）
国会起初不想直接对抗白宫，仅尝试微调总统有利南方的政策。特雷福斯认为，“如果约翰逊想与共和党温和派达成协议，就只能是国会复会后那段时间”。白宫对南方的挑衅和战前南方菁英阶层继续掌权不满，但没有公开说明，认为如此举动是否明智暂且不论，南方有权自行其是。1866年1月下旬，约翰逊认定无论重建还是1868年连任，实现政治目标的前提都是同激进派共和党一决雌雄。他宁愿坐视冲突发生也不希望法律保障黑人在哥伦比亚特区的选举权，首都白人公投时以压倒多数否决提案。法案在众议院通过，约翰逊准备否决，但参议院迟迟没有表决。

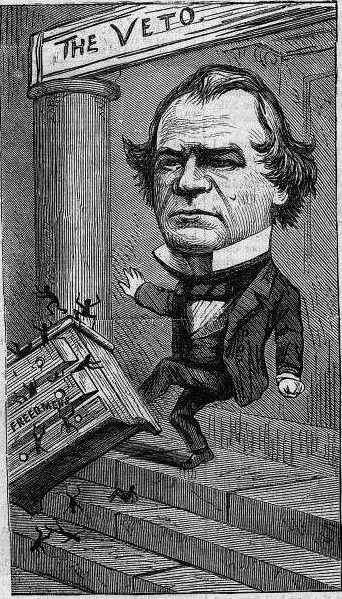
托马斯·纳斯特的政治漫画，描绘约翰逊废弃自由民局，黑人境遇凄惨

参议院司法委员会主席、伊利诺伊州议员莱曼·特伦贝尔是温和派共和党领袖，急于和总统达成一致。他引领国会通过法案延长将在1867年到期的自由民局授权，还通过第一部民权法赋予自由民公民身份。特伦贝尔多次与约翰逊会晤，确信总统会签署法案，但这不过是约翰逊面对访客的一贯做法，极少反驳他们的意见，导致他们误以为得到总统认可。约翰逊认为两道法案都侵犯各州主权，而且不得南方白人民心，他还盼着这些人成为新后盾。1866年2月18日约翰逊否决延长自由民局授权的法案，南方白人喜出望外，共和党议员既困惑又愤怒。次日参议院提议推翻总统否决又以失败告终，约翰逊认为这证明他的做法是多少明智。总统满以为激进派共和党将面临孤立和失败，温和派会团结起来支持他，根本不明白温和派也希望黑人得到公平对待。
约翰逊的支持者1866年2月22日华盛顿生日当天游行抵达白宮，希望总统演讲纪念乔治·华盛顿。约翰逊的即席演讲长一小时，而且提到自己两百多次。更夸张的是，他能向南方伸出友谊之手，却把无法认同的政敌称为“依旧反对联邦之辈”。群众要求总统指名道姓，结果约翰逊指控宾夕法尼亚州联邦众议员撒迪厄斯·史蒂文斯、马萨诸塞州联邦参议员查爾斯·索姆奈、废奴人士温德尔·菲利浦斯密谋行刺。共和党认为总统讲话等同宣战，民主党盟友估计党派在1866年国会中期选举损失20万票。
温和派共和党强烈要求总统签署《1866年民权法》，但他3月27日否决法案，与温和派彻底决裂。他的否决意见声称，法案旨在赋予自由民公民权，但36个州却有11个在国会无人代表，而且该法偏袒黑人、歧视白人。国会不到三周就推翻他的否决，这还是历史上国会首次推翻总统针对重要法案的否决。后世普遍认为否决该法是约翰逊任内的重大失误，温和派从此确信根本不可能与他合作。史学家埃里克·方纳探讨重建时期的著作也认为，这是约翰逊“从政生涯最严重的误判”。斯图尔特称，此次否决为约翰逊剩下的总统任期、为许多决定他一生功过是非的重大错误奠定基调，即永无休止地与国会对抗。
国会把特伦贝尔等人起草的第十四条修正案递交各州议会批准，约翰逊反对修正案但无力采取任何行动。修正案旨在把《民权法》关键条款纳入宪法，并且更进一步赋予所有在美国出生者公民权（仅保留地生活的印第安人例外），惩罚拒绝赋予自由民投票权的州，最重要的是新增受联邦法院保护的联邦公民权。修正案规定联邦债务必须偿还，同时禁止补偿邦联战争债务，剥夺许多邦联人员出任公职的资格而且总统无权干涉，只有国会能取消限制。两院都第二次通过自由民局法案，总统再度行使否决权，这次终被国会推翻。1866年夏国会休会之际，约翰逊企图不保护自由民权利，单靠行政法令恢复南方各州联邦地位的手段已深陷危局，故乡田纳西州都不顾他反对批准第十四条修正案。国会马上接受田纳西州议员与会，令白宫非常难堪。
政治战争在尝试妥协无果后爆发，一边是团结一致的共和党，另一边是约翰逊与南方和北方的民主党盟友。共和党已经不再使用全國聯邦黨之名，但约翰逊呼吁以该党名义召开大会，想借该党名称团结支持者，在1868年总统大选赢得四年完整任期。1866年选举沦为战场，南方各州还不能投票。约翰逊积极为民主党竞选，乘火车巡回演讲。事实证明他在芝加哥、圣路易斯、印第安纳波利斯、哥伦布等地的演讲堪称政治灾难，约翰逊自比耶稣引发争议，面对质问直接争论更是不智，有损总统尊严形象。共和党以压倒优势赢得大部分选战，占据的国会议席已超过三分之二，制订大量重建计划。约翰逊认为民主党对民族联盟运动的支持半温不火，导致如此结局。

#### 激进派重建
1866年11月共和党大胜之际，约翰逊仍自信局面有利。所有南方和边境州只有田纳西批准第十四条修正案，肯塔基州、特拉华州、马里兰州已经否决。修正案需要四分之三的州通过才能生效，他相信僵局就是利好，1868年连任有望。新血给1868年12月开幕的国会带来活力，持续通过立法并推翻总统否决，其中包括首都黑人投票权法。国会推翻约翰逊否决接纳内布拉斯加州加入联邦，共和党又争得两个参议员席位和一个州议会，该州马上批准修正案。总统对科罗拉多领地建州法案的否决得以维持，确有足够参议员认为仅三万人的领地不值得建州。
史蒂文斯众议员1867年1月递交法案，主张把南方分成五大军区并解散州政府实施戒严；各州重新召开制宪大会，黑人有权投票或作为代表，前邦联人员不能。国会增加各州批准第十四条修正案才能加入联邦的条款。总统和南方打算妥协，南方同意批准修改后的修正案并赋予黑人有限选举权，要求不剥夺前邦联人员投票和代表权。共和党拒绝在修正案让步，妥协方案告吹。法案送到白宫时距第39届国会休会还有不到十天，约翰逊大可口袋否决，但他偏要在3月2日直接否决，国会当天就推翻。约翰逊乘火车巡回演讲时宣称要撤职存在分歧的内阁官员，国会3月2日还推翻总统否决通过《任期法》，规定总统任命内阁官员后至少要过一个月才能撤职，而且需要参议院批准。新法颇具争议，部分参议员担心规定可能违宪或对约翰逊无效，毕竟他的主要内阁官员都是林肯任命。

### 弹劾

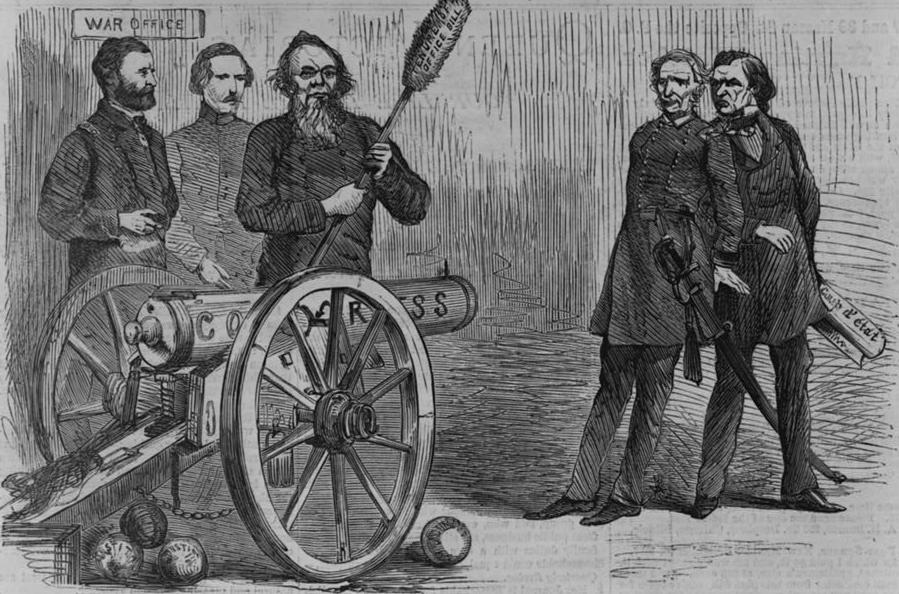
《哈珀斯周刊》社论漫画《局势》，战争部长斯坦顿用标示“国会”的大炮瞄准约翰逊，手上填炮用的撞锤上有“任期法”字样，地上炮弹写着“公正”

战争部长埃德温·斯坦顿能干又勤快，但难以相处。约翰逊一方面钦佩斯坦顿的能力，同时又对他和五星上将格兰特从自家政府内部破坏总统南方政策深感恼火。约翰逊考虑撤换斯坦顿，但又佩服他在战争时期担任部长的表现。斯坦顿与总统的分歧人所共知，但他不愿辞职，以免给予约翰逊任命继任人选的机会。
新一届国会在1867年3月开会几周后休会，仅保留众议院司法委员会商讨是否需要弹劾总统，准备向众议院全体汇报。委员会适时开会，检查总统银行账户，传唤内阁官员作证。5月13日联邦法院假释战争结束不久被俘的邦联总统戴维斯，委员会又调查总统是否妨碍起诉，却获知约翰逊巴不得早日把戴维斯送上审判台。委员会两党多数投票否决弹劾指控，6月3日休会。
六月下旬，约翰逊与斯坦顿就南方负责军官是否凌驾民政当局爆发争论。总统要求总检察长亨利·斯坦伯里发表意见，支持白宫的否定主张。约翰逊企图迫使斯坦顿表态，要么支持总统立场，要么证明战争部长与总统和其他内阁官员格格不入，但斯坦顿无论会议还是书面交流都回避问题。七月国会复会通过重建法反对白宫主张，然后在推翻总统否决后休会回家。法案规定负责将领有权推翻民事政府决定，同时剥夺总统对进驻南方军队的控制权。国会接下来要到11月才复会，约翰逊决定撤换斯坦顿和遣散德克萨斯州长、任命缺乏民意支持人选继任的军队指挥菲利普·谢里登将军。总统马上遇到格兰特的强烈反对，但8月5日仍要求战争部长辞职，斯坦顿拒绝在国会休会期间离职。约翰逊凭借《任期法》准许将斯坦顿停职等待国会复会审批，格兰特同意担任临时战争部长并继续带领军队。
格兰特虽然抗议，但只能遵守总统命令，把谢里登和严格遵循国会方案而激怒约翰逊的斯克尔斯将军调离负责地区。总统发布公告赦免大部分邦联人员，包括在邦联出任公职、或是战前担任联邦公职却违背誓言之辈。共和党对此愤怒不已，民主党在1867年选举取得佳绩。国会议席未受直接影响，但民主党在俄亥俄州议会占据多数，这样约翰逊的劲敌本杰明·韦德就无望连任。俄亥俄州、康涅狄格州、明尼苏达州选民都拒绝赋予黑人投票权。
选举结果令约翰逊欢欣鼓舞，共和党暂缓考虑弹劾，但11月国会开幕时，司法委员会仍然改变立场通过弹劾总统提案。众议院反复探讨总统根据宪法标准究竟犯下何等罪行，最后在1867年12月7日以57票赞成，108票反对否决提案。
约翰逊通知国会白宫已停职斯坦顿并临时任命格兰特。参议院1868年1月推翻总统决定，称约翰逊违反《任期法》，斯坦顿官复原职。格兰特不顾总统反对辞职，两人彻底决裂。约翰逊很快撤职斯坦顿，任命洛伦佐·托马斯接手，决心抗争到底的斯坦顿拒绝离开战争部长办公室。众议院2月24日以128票赞成、47票反对弹劾总统蓄意违反《任期法》，随后通过11项弹劾条款，大部分指控总统违反《任期法》，否认国会合法权威。

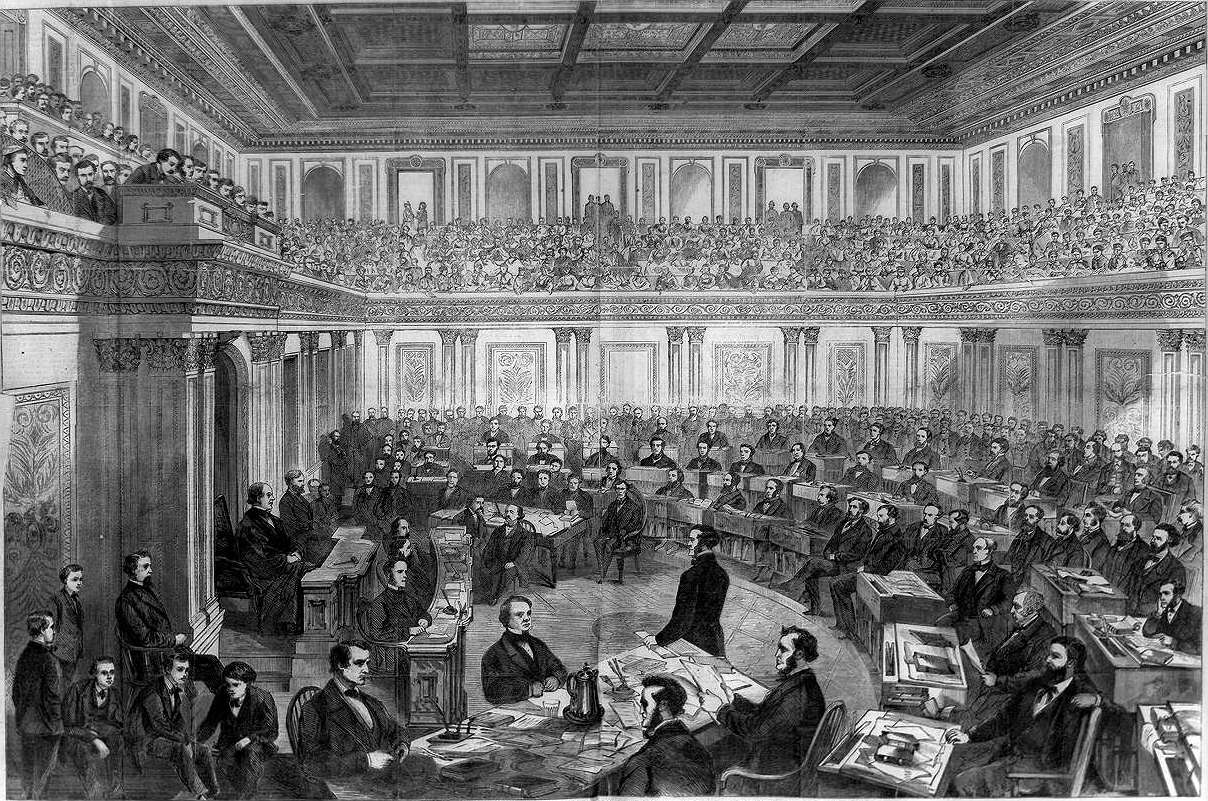
《哈珀斯周刊》插画，美国参议院审理约翰逊弹劾案，西奥多·戴维斯作

参议院3月5日开始审理弹劾案，共持续近三个月。众议员乔治·S·鲍特韦尔、本杰明·巴特勒、史蒂文斯代表众议院出席，相当于检察官，威廉·M·埃瓦茨、本杰明·罗宾斯·柯蒂斯、前联邦总检察长斯坦伯里为总统辩护，首席大法官蔡斯任主审法官。
辩方主张《任期法》仅适用现任总统任命人员，斯坦顿由林肯任命，故约翰逊没有违法，而且总统有权检验国会法案是否合宪。辩方律师坚持要求约翰逊不要前往弹劾案审理现场，也不要公开评论审理过程。总统基本遵照建议，仅四月两次采访例外。
约翰逊设法争取无罪判决，比如向爱荷华州联邦参议员詹姆斯·格里姆斯承诺不再干涉国会重建。后者相信总统会信守承诺，许多温和派共和党议员得知后投下罪名不成立票。约翰逊还承诺任命颇具威望的约翰·斯科菲尔德继任战争部长。堪萨斯州参议员埃德蒙·罗斯得到保证，南卡罗来纳州和阿肯色州在激进派共和党影响下制定的新宪法将在第一时间批准并呈交国会，为罗斯等参议员投下无罪票提供政治借口。
如果国会弹劾约翰逊罪名成立，参议院临时议长、俄亥俄州议员韦德将继任。韦德此时已无望连任，跛腳鴨任期将在1869年初结束。身为激进派他支持妇女选举权，这在全国范围应者寥寥，是其他参议员不愿撤职约翰逊的重要原因。此外，格兰特有意在1868年竞选总统，韦德继任无疑会形成障碍。
经过各种交易，约翰逊在参议院裁决前就对弹劾案结果充满信心，投票前几天各大报纸称史蒂文斯等激进派已经放弃。5月16日，参议院表决第11条弹劾动议，即约翰逊在参议院推翻停职决定后撤职斯坦顿是否违反《任期法》，35人投下有罪，19人投下无罪，距宪法要求的三分之二多数定罪仅一票之差，格里姆斯、罗斯、特伦贝尔、威廉·P·费森登、约瑟夫·福勒、约翰·B·亨德森、彼得·范文克尔七名共和党议员投下无罪票。史蒂文斯失望至极，参议院随后休会，议员赶赴共和党全国大会，提名格兰特竞选总统。5月26日参议院复会表决第二和第三条弹劾动议，结果都是35比19。约翰逊的政敌至此放弃并取消弹劾议程。斯坦顿在5月26日辞职，参议院随后确认斯科菲尔德继任。约翰逊提名刚为他辩护的斯坦伯里继续担任总检察长，参议院拒绝确认。
弹劾案审理期间及之后都有传言指控审判结果受贿赂影响。巴特勒在审理期间就开始调查，召开的听证会场面激烈，其他议员拒绝表态支持他的报告。巴特勒重点关注据称以政坛大鳄兼编辑瑟洛·威德为首的纽约“礼查饭店集团”，江湖传言声称该组织通过辛辛那提律师查尔斯·伍利从威士忌利益集团筹得大笔资金，用于贿赂参议员将约翰逊无罪开释。伍利拒绝回答提问，结果巴特勒把他关在国会大厦（先是委员会讨论室，后是画室），但始终没能证实贿赂。

### 外交政策
约翰逊继任总统后很快与国务卿苏厄德达成协议不变更外交政策，即苏厄德继续像林肯在任时那样处理外交事务。苏厄德曾与林肯争夺1860年共和党提名，林肯本希望1869年下台时苏厄德继任。约翰逊上台时法国已派兵干涉墨西哥。许多政界人士大肆鼓吹武力应对墨西哥问题，苏厄德倾向用不显山露水的外交手段解决，通过外交渠道警告法国，美国不接受他们干涉墨西哥。约翰逊本想采取更激烈的手段，但接受国务卿劝告由对方负责。法国政府1866年4月通知苏厄德，法军将分阶段回国，最迟在1867年11月全部撤离。1866年8月14日，约翰逊率内阁接待访问英国等欧洲国家后正返回夏威夷的艾玛王后。
苏厄德主张扩张，想方设法扩大美国领土。俄国政府在19世纪50年代的克里米亚战争失利，把该国北美殖民地（今阿拉斯加州）视为财政负担，担心未来一旦与英国发生冲突，英军就能从邻近的加拿大长驱直入。美俄就阿拉斯加易手的谈判因南北战争中止，直到北方胜利后恢复。俄国指示驻哥伦比亚特区公使爱德华·德·斯多克尔男爵谈判领土转让事宜。斯多克尔颇具手段，促使苏厄德把价格从500万美元（俄国指示斯多克尔接受的最低价格）提升到700万，随后又靠提出各种反对意见增加20万美元。1867年3月30日，斯多克尔与苏厄德赶在参议院休会前签署条约，约翰逊随同国务卿把签字文件带到国会大厦总统室，却得知国会休会前已经没有时间审议。总统4月1日召集参议院特别会议，议会以37票赞成、两票反对批准条约。胆气大振的苏厄德到处找机会，最后只为美国争得太平洋无人居住的威克島主权，后在1898年威廉·麦金莱任内正式划为美国领土。苏厄德已同丹麦谈妥丹屬西印度群島销售事宜，当地居民也经公投同意加入美国，但参议院一直没有表决，放任条约过期。
美国政府就英国为邦联建造军舰、造成联邦船运损失惨重索赔，史称“阿拉巴马号索赔案”。美国驻英大使、前马里兰州联邦参议员雷维迪·约翰逊经协商于1868年下半年签署《约翰逊－克拉伦登公约》，但参议院在总统任期的最后几个月根本没理睬，并在他下台后否决公约。格兰特上台后同英国重新谈判，新协议条件远胜《约翰逊－克拉伦登公约》。

### 政府与内阁

#### 司法任命
约翰逊担任总统期间只任命九位美国联邦地区法院法官，没有提名美國最高法院大法官的机会。1866年4月，他提名斯坦伯里填补约翰·卡特伦去世留下的最高法院空缺，但国会取消席位并规定再有大法官离任，最高法院就减少大法官人数，从源头上杜绝约翰逊提名大法官的可能。约翰逊提名格林维尔亲信塞缪尔·米利根进入美国索赔法院，后者从1868年任职至1874年去世。

### 发动改革
约翰逊1866年6月签署《南方宅地法》，自信能帮助白人贫民。由此获批的土地申请约有2.8万项，但解放后的奴隶基本无法受益，欺诈猖獗，好地多为退伍军人或铁路保留，贫民根本拿不到。1868年6月约翰逊签署国会通过的八小时法，为联邦政府雇佣的劳工和技术人员确立工作日八小时工作制。约翰逊在巴尔的摩向工人党员表示无法直接承诺八小时工作制，但“只要符合所有人的利益”他非常赞成“最短的工作时数”。但据理查德·塞尔瑟记载，新法理想美观、现实骨感，高达两成降薪犹如当头棒喝。

### 卸任
1868年7月民主党全国大会在纽约召开，约翰逊力争提名。他在南方白人心中极具威望，会前不久还发布赦免令，确保尚未起诉的邦联人员不可能再面临刑事起诉，可谓锦上添花。换言之，只有戴维斯等寥寥数人还需面临审判。首轮投票约翰逊排第二，仅次于1864年民主党副总统候选人、前俄亥俄州联邦众议员乔治·彭德尔顿。总统的支持者基本来自南方，随着一轮轮投票逐渐减少。前纽约州长霍拉肖·西摩第22轮獲提名，约翰逊只拿到田纳西州的四票。

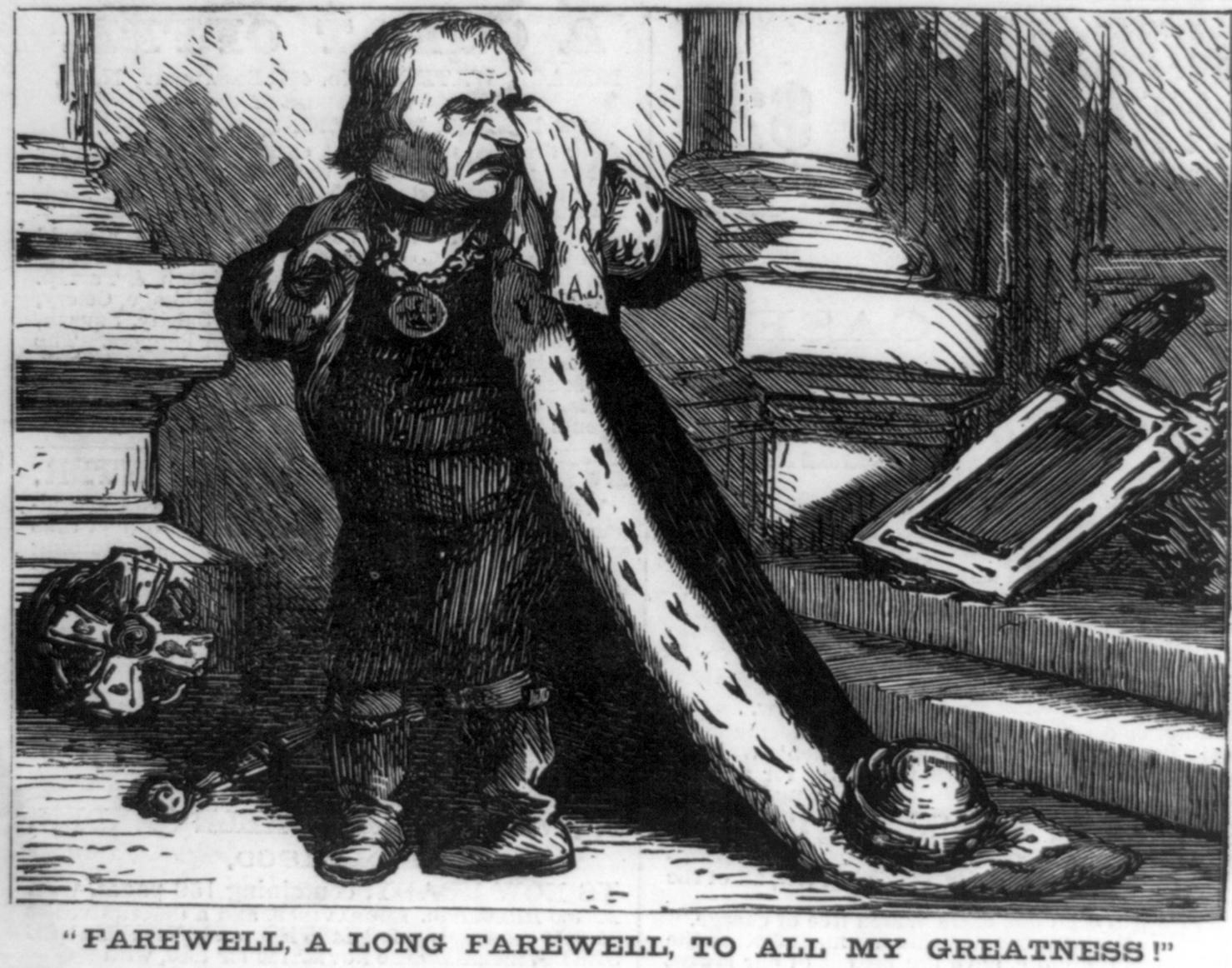
《哈珀斯周刊》讽刺约翰逊下台的漫画《再见了，永别了，我所有的丰功伟绩》

总统与国会的冲突还在继续。约翰逊向国会递交宪法修正案，将总统任期改为六年但只能一届，参议员改为直选，联邦法官也不再是无限任期，国会根本没理睬。总统迟迟没有提供南方各州新议会批准第十四条修正案的正式报告，国会于是通过法案并推翻他的否决，规定总统必须在收到信息十天内拿出正式报告。约翰逊还是尽可能拖延，但不得不依法在1868年7月汇报，第十四条修正案正式生效。
西摩的竞选希望得到总统支持，但大选期间约翰逊长时间保持沉默，直到10月部分州已经开始投票时才提及西摩，而且始终没有表态支持。不过，格兰特赢得大选后他非常后悔，这一定程度上是因为两人经过斯坦顿之事已经不共戴天。1868年12月，约翰逊在最后一次国情咨文呼吁国会废除《任期法》，还称如果1865年就接受南方议员加入国会，情况肯定要好得多。同月下旬约翰逊庆祝60大寿，数百名儿童前来参加聚会，但总统当选人格兰特不准自家孩子前往。
约翰逊1868年圣诞发布最后的特赦令，赦免戴维斯等所有邦联人员。他在白宫的最后一个月还赦免罪行，其中包括牵涉林肯遇刺案的塞缪尔·穆德医生，穆德治好布斯的断腿，定罪颇具争议，在佛罗里达州干龟岛杰斐逊堡服刑。
3月3日，任职最后一天的约翰逊在白宫举办大型公众招待会。格兰特公开表示不愿遵照传统与约翰逊坐上同一辆马车，约翰逊还以颜色，拒绝出席新总统就职典礼。苏厄德一直在劝他改变主意，但约翰逊3月4日上午完成手尾后就在正午刚过离开白宫，前往友人家里。

## 卸任后（1869至1875年）

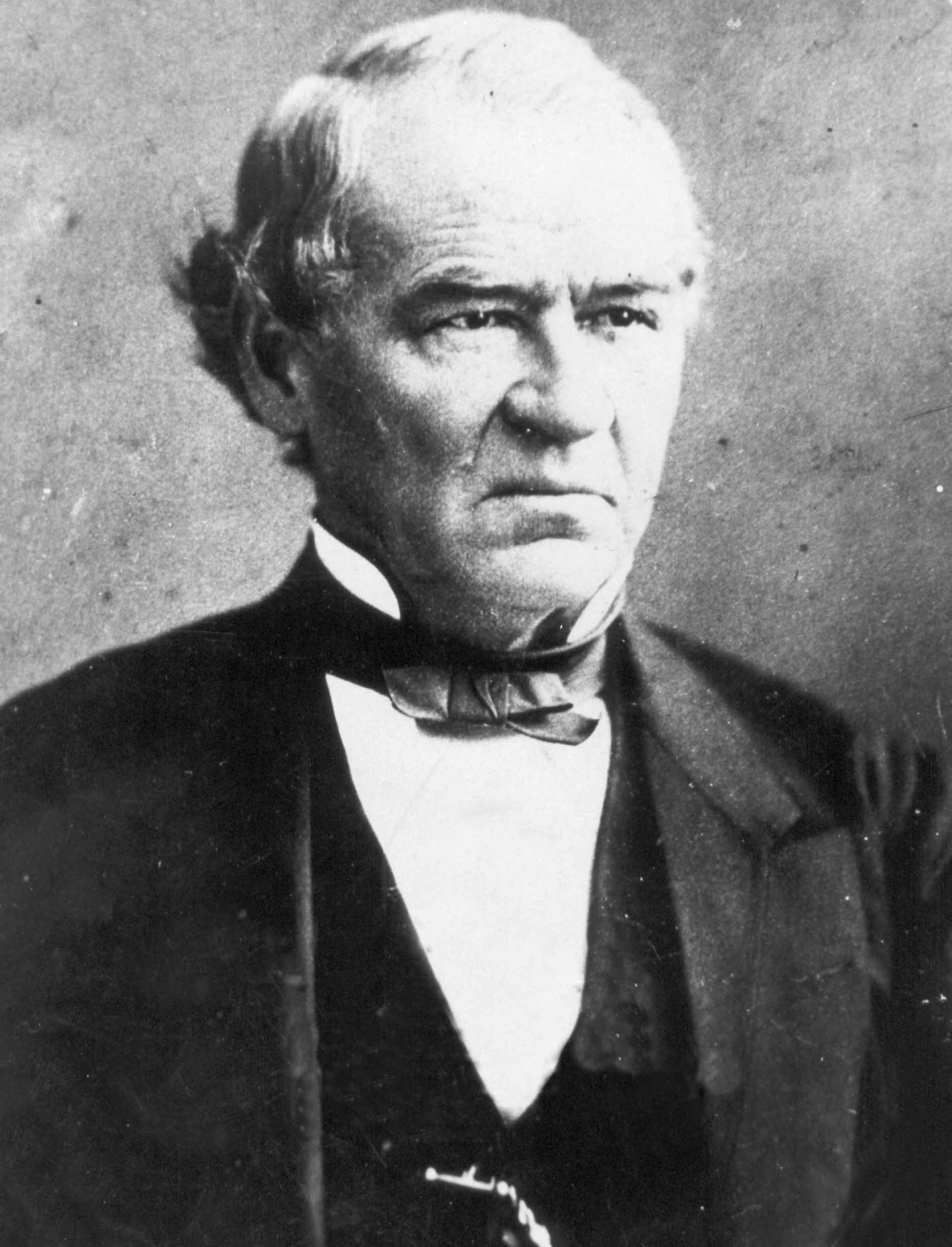
1875年已是66岁高龄的约翰逊参议员

约翰逊离开白宫后在首都停留几个星期，然后在八年来首度返回格林维尔。沿途多地举办大型公共庆祝活动欢迎，田纳西州尤为热情，内战期间敌视他的城市都挂出欢迎横幅。他已安排在格林维尔附近购买大型农场，准备卸任后前往居住。
许多人预计约翰逊会再度出山竞选田纳西州长或联邦参议员，也有人认为他会当上铁路公司高管。约翰逊觉得格林维尔的生活很无聊，四子罗伯特1869年自杀对他打击很大。为证明自我、报复政敌，他很快开始竞选参议员。田纳西州已落入共和党之手，但法院判决恢复部分白人投票权，三K党又以暴力镇压胆敢投票的黑人，确保民主党在1869年8月州议会选举获胜。激进派共和党对约翰逊充满厌憎，部分民主党人也对他在内战期间的表现反感不已，但他在参选员选举仍然颇具胜算。他在州议会投票时一度只差一票当选，共和党议员最后以54票推举亨利·库珀，比约翰逊只多三票。1872年，田纳西州为整体国会选区联邦众议员席位举办特别选举，约翰逊本想争取民主党提名，但得知提名将落入前邦联将领本杰明·切瑟姆之手后决定独立参选。最后他的得票数排第三，切瑟姆也因党派分散落选，约翰逊昔日的全國聯邦黨盟友霍勒斯·梅纳德当选。
1873年，约翰逊在霍亂流行期间染病，所幸后来康复。同年首都第一国民银行破产，约翰逊损失高达7.3万美元，后来大部分得以追回。

### 重返国会山
约翰逊开始为1875年初州议会的下一次参议员选举做准备。他开始拉拢农庄运动的农民，靠杰斐逊式民主倾向顺利获得他们的支持，在州内各地演说。北方重建势力逐渐淡出田纳西州，除大型城镇外各地黑人基本没法投票，其他南方州也大多如此，白人统治还将持续近一个世纪。民主党在1874年8月的田纳西州议会选举拿下92席，共和党仅八席，约翰逊前往纳什维尔参加立法会议。1875年1月20日议会表决联邦参议员归属，前总统以30票领先三名前邦联将领、一名前上校、一名前民主党联邦众议员，但还没达到所需的过半数支持。政敌本想把所有能够争取的选票集中到一人身上来战胜约翰逊，但后者在26日的第54轮投票以一票优势当选。纳尔维尔陷入狂欢，约翰逊“感谢上帝认同”。
约翰逊重返国会山引起全国关注，《圣路易斯共和国报》称“美国政治史上最辉煌的个人胜利”。1875年3月5日，约翰逊与前副总统哈姆林、在任副总统亨利·威尔逊（弹劾案表决时投下有罪票）一起宣誓就职，旁人以鲜花欢迎他的到来。许多共和党议员对约翰逊视而不见，但也有俄亥俄州议员约翰·舍曼（弹劾案表决时同样投有罪票）等人与他握手。约翰逊至今仍是唯一担任联邦参议员的前美国总统。他仅在3月22日发表简短讲话，谴责格兰特总统用联邦军队支持路易斯安那州重建政府，质问“军事专制还有多远？”讲话最后是“愿上帝保佑人民，挽救宪法”。

### 逝世
约翰逊在国会特别会议结束后返回格林维尔。1875年7月，他确信政敌会在俄亥俄州长选举妄加诋毁，决定前往当地演讲。7月28日动身后，他在三女玛丽位于田纳西州卡特县伊丽莎白敦附近的农场停留，长女玛莎也在此地。当晚他中风，却直到第二天才接受治疗，不见好转后又有两名医生从伊丽莎白敦赶来。经过治疗约翰逊看起来有反应，但7月30日晚再度中风并在次日清晨辞世，享年66岁。格兰特履行“痛苦的职责”，宣布唯一在世的前总统刚刚去世。北方报纸的讣告强调约翰逊在内战期间忠于联邦，南方报纸向他担任总统的表现致敬。约翰逊的葬礼8月3日在格林维尔举行，遗体根据死者遗愿以美国国旗包裹，头下枕着美国宪法一起下葬。墓地1906年正式获名安德鲁·约翰逊国家公墓，他的故居和裁缝店划入安德鲁·约翰逊国家历史遗址。

## 历史评价和影响
卡斯特尔认为，史学家几乎只关注约翰逊对南方重建的影响，其他方面完全不予考虑。19世纪剩下的几十年里，很少有人从历史角度评价约翰逊及其总统任期。与他打过交道的北方人士如前副总统威尔逊、缅因州联邦参议员詹姆斯·G·布莱恩在回忆录把他描绘成顽固分子，一心想在重建中偏向南方，但在国会屡屡碰壁。史学家霍华德·比尔探讨重建史学的期刊文章指出，南北战争后的几十年里，人们更重视为自身立场辩护，而非苦苦探究真理。这也正是为什么亚拉巴马州联邦众议员、史学家希拉里·赫伯特会站在南方角度控诉北方人制订的政策、聲稱威尔逊的著作只是北方简史。
历史车轮迈入20世纪，约翰逊首次获得重要历史评价。引领潮流的普利策奖得主、史学家詹姆斯·福特·罗德写道：
约翰逊遵照本心行事。他很有头脑，但却很钻牛角尖。在他看来，听从劝告或妥协无疑是软弱的表现。从12月国情咨文到否决民权法，他丝毫不向国会让步。在国会占据多数的温和派议员只要求他稍为妥协，他们的行动其实是恳求与他联手保护国会与国家免受激进派政策影响……他与国会争斗，导致邦联败亡后各州无法接受慷慨的条件加入联邦……自傲和打败对手的欲望，令他对南方乃至全国的真正福祉视而不见。
罗德认为约翰逊受制于个人弱点，应对战后南方遇到的种种难题负责。约翰·伯格斯、伍德罗·威尔逊、威廉·邓宁等出身南方的20世纪史学家都认可罗德，认为约翰逊存在个人缺陷，政治能力太差，但他确曾认真履行林肯对南方的计划。作家兼新闻工作者杰伊·托尔森指出，威尔逊总统把重建“描述成报复计划，真诚忏悔的南方人都会受到伤害，只令北方机会主义者受益，所谓提包客、愤世嫉俗的南方白人、孱崽子，都不过是为谋取政治利益与黑人结盟”。

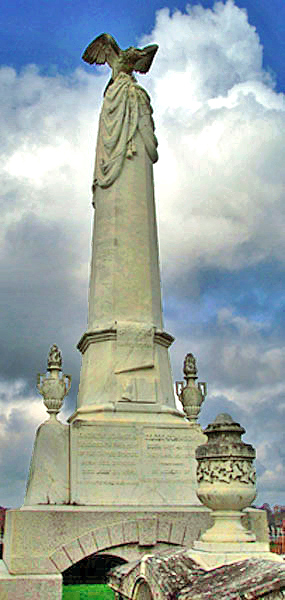
田纳西州格林维尔的安德鲁·约翰逊之墓

罗德及其学派创作之际，邓宁学派力图全面恢复约翰逊的名誉。他们率先利用前总统长女玛莎1901年谢世前提供的约翰逊私人文件，约翰逊手下海军部长基梯恩·威尔士的日记（后在1911年出版）等第一手资料，产生大卫·米勒·德维特《安德鲁·约翰逊总统的弹劾与审判》等著作，书中前总统形象远比那些企图赶他下台的人可敬。詹姆斯·肖勒1913年著作《重建期史》指责罗德“对约翰逊太不公平”，但认同前总统政治能力不足，为自身造成许多问题。这些作品颇具影响，史学家认为约翰逊的总统任期因个人重大缺陷失色，但他的重建政策基本正确。
卡斯特尔写道：
20世纪20年代末发生史学革命。短短三年间，五部高度认可约翰逊的著作广为流传。或许在整体方向和具体解读上有所不同，但都赞美约翰逊，谴责他的对手。在这些作家笔下，约翰逊善良、开明、信仰自由，他的对手是诡计多端且肆无忌惮的激进分子，对南方充满仇恨与党派偏见、一心报复，渴望建立北方霸权“大业”，前总统为宪法和民主与他们英勇战斗。简而言之，约翰逊是烈士而非顽固分子，是英雄而非恶魔。
贝尔1940年质问：“难道现在我们不应该在没有预先假设的情况下研究重建史吗，或至少不在潜意识层面认定提包客和南方共和党白人都是邪恶之辈、黑鬼都是无能的文盲、所有南方白人都应该对恢复‘白人至上’的先辈心存感激？”这些质疑还不足以马上动摇史学界对约翰逊的好感。凡·赫夫林在1942年好莱坞电影《田纳西的约翰逊》扮演的前总统堪称民主斗士；1948年史学家阿瑟·施莱辛格面向同僚开展民调，约翰逊在历任总统排名居中；1956年克林顿·罗西特的民调把他排在靠前，已是近乎伟大的总统。福纳指出，开展上述民调之际，“人们眼中内战后的重建时代腐败丛生，管理不善，而且都是赋予黑人投票权引起”。
比尔等早期史学家认为金钱是一切行动的动机，把重建视为经济斗争，大体认为重建头号要务应该是南北和解。史学家20世纪50年代开始把黑人经历视为重建核心，完全不接受过去大批历史著作认为黑人天生低人一等的主张，把蓬勃发展的民权运动视为第二次重建。部分作家希望通过研究南北战争之后的时代推进民权事业，他们认可激进派共和党人帮助黑人的拳拳之心，认为约翰逊对自由民冷酷无情。1956年起，福恩·布罗迪等史学家纷纷发表著作，他们笔下的约翰逊处心积虑阻止自由民命运改善。这些著作还包括史蒂文斯与斯坦顿等人的重要传记。民众逐渐把重建视为崇高举动，旨在帮助解放的奴隶融入社会。
21世纪初，约翰逊在历任总统排行已经普遍位居倒数。史学家格伦·拉法塔西认为布坎南是史上最差总统，“约翰逊因经历弹劾……完全错误地执行重建政策……为人易怒而且自视极高，令他一直在最后几名徘徊”。托尔森表示，“如今，约翰逊因抵制旨在确保新解放非裔美国人权利与福祉的激进派共和党政策面临耻笑”。戈登－里德指出，约翰逊与同时代的皮尔斯、布坎南基本排在最差总统前五名。但在她看来，这一定程度上是因为美国当时面临的困难空前绝后，他们必须面对极其重大的问题。
特雷福斯认为约翰逊对后世的影响就是“维护白人至上，他留给国家的遗产就是通过破坏重建来提振南方保守派，留下困扰好几代人的问题”。戈登－里德如此总结：
我们知道约翰逊的失败有什么后果……他那超乎寻常的固执、卑鄙而粗鲁的种族立场，对宪法的理解落后且不知变通，导致他在迫切需要领导人开明和远见的时代无法具备这些特质。与此同时，约翰逊的故事也很神奇：出身贫寒的男孩一步步登上高位、跌落尘埃，接下来又持续奋斗回归荣誉地位。正如他们所言，无论是好是坏，约翰逊的故事‘只会在美国’这般展开。

## 脚注
1. ↑  Castel 2002，第231頁.
2. ↑  Nowlan 2016，第387頁.
3. ↑  Gordon-Reed，第17–18頁.
4. 1 2  Castel 2002，第225頁.
5. ↑  Trefousse，第20頁.
6. ↑  Gordon-Reed，第18–22頁.
7. ↑  Gordon-Reed，第22–23頁.
8. ↑  Gordon-Reed，第26頁.
9. ↑  Gordon-Reed，第27頁.
10. 1 2  Trefousse，第23–26頁.
11. ↑  Gordon-Reed，第27–29頁.
12. ↑  Gordon-Reed，第29–30頁.
13. ↑  Gordon-Reed，第28–29頁.
14. ↑  Trefousse，第27–29頁.
15. ↑  Gordon-Reed，第31–32頁.
16. ↑  Gordon-Reed，第32頁.
17. ↑  Gordon-Reed，第32–33頁.
18. ↑  Castel 1979，第3頁.
19. ↑  Trefousse，第31頁.
20. 1 2  National Park Service.
21. ↑  Donhardt 2007，第55頁.
22. ↑  Trefousse，第35頁.
23. ↑  Gordon-Reed，第33–36頁.
24. ↑  Trefousse，第33, 36頁.
25. ↑  Gordon-Reed，第36–37頁.
26. ↑  Trefousse，第36頁.
27. ↑  Gordon-Reed，第37頁.
28. ↑  Trefousse，第14, 25頁.
29. ↑  Trefousse，第38–42頁.
30. ↑  Gordon-Reed，第39–40頁.
31. ↑  Gordon-Reed，第42頁.
32. ↑  Trefousse，第43頁.
33. ↑  CongBio.
34. ↑  Trefousse，第45–46頁.
35. ↑  Schroeder-Lein & Zuczuk 2001，第55頁.
36. ↑  Trefousse，第51–53頁.
37. ↑  Trefousse，第53頁.
38. ↑  Trefousse，第56頁.
39. ↑  Gordon-Reed，第44頁.
40. ↑  Gordon-Reed，第43–44頁.
41. 1 2  Trefousse，第61–63頁.
42. ↑  Gordon-Reed，第45–46頁.
43. ↑  Gordon-Reed，第47–49頁.
44. ↑  Trefousse，第69–71頁.
45. ↑  Polk 1910，第265頁.
46. ↑  Trefousse，第73頁.
47. ↑  Trefousse，第74–75頁.
48. ↑  Trefousse，第75–76頁.
49. 1 2  Trefousse，第78頁.
50. ↑  Trefousse，第81頁.
51. ↑  Gordon-Reed，第49頁.
52. ↑  Trefousse，第82頁.
53. 1 2  Castel 1979，第5頁.
54. 1 2  Gordon-Reed，第51頁.
55. 1 2  Trefousse，第84–85頁.
56. ↑  Trefousse，第87–88頁.
57. ↑  Trefousse，第88頁.
58. ↑  Schroeder-Lein & Zuczuk 2001，第119頁.
59. ↑  Gordon-Reed，第52–53頁.
60. ↑  Trefousse，第92頁.
61. ↑  Smalley 2003，第35頁.
62. ↑  Gordon-Reed，第55–56頁.
63. ↑  Trefousse，第95–97頁.
64. ↑  Trefousse，第103–104頁.
65. ↑  Trefousse，第104–105頁.
66. ↑  Trefousse，第105–106頁.
67. ↑  Trefousse，第106頁.
68. ↑  Trefousse，第105–107頁.
69. ↑  Castel 1979，第4頁.
70. ↑  Trefousse，第111頁.
71. ↑  Gordon-Reed，第54–55頁.
72. ↑  Trefousse，第110–112頁.
73. ↑  Gordon-Reed，第58–59頁.
74. ↑  Trefousse，第116, 121頁.
75. ↑  Trefousse，第114頁.
76. ↑  Trefousse，第119頁.
77. ↑  Gordon-Reed，第59頁.
78. ↑  Castel 2002，第226頁.
79. ↑  1860 U.S. Federal Census, Slave Schedule for Nashville's 7th ward, Davidson County, Tennessee
80. ↑  Trefousse，第123–127頁.
81. ↑  Gordon-Reed，第60–63頁.
82. ↑  Trefousse，第131頁.
83. ↑  Johnson & Moore 1865，第172–173頁.
84. ↑  Trefousse，第134頁.
85. ↑  Gordon-Reed，第64頁.
86. ↑  Castel 1979，第8頁.
87. ↑  Trefousse，第138–143頁.
88. ↑  Trefousse，第143頁.
89. ↑  Trefousse，第140–148頁.
90. ↑  Gordon-Reed，第69–70頁.
91. ↑  Trefousse，第153頁.
92. ↑  Trefousse，第151頁.
93. ↑  Foner，第21, 661頁.
94. 1 2 3  Castel 1979，第9頁.
95. ↑  Gordon-Reed，第71–72頁.
96. ↑  Trefousse，第162頁.
97. ↑  Gordon-Reed，第72頁.
98. ↑  Gordon-Reed，第73頁.
99. ↑  Trefousse，第168–170頁.
100. 1 2  Trefousse，第177頁.
101. 1 2  Gordon-Reed，第76頁.
102. ↑  Trefousse，第178頁.
103. 1 2  Trefousse，第178–180頁.
104. ↑  Trefousse，第181–185頁.
105. ↑  Trefousse，第183–187頁.
106. 1 2  Gordon-Reed，第82頁.
107. ↑  Castel 1979，第9–10頁.
108. ↑  Gordon-Reed，第85頁.
109. ↑  Castel 1979，第10頁.
110. ↑  Trefousse，第191頁.
111. ↑  Gordon-Reed，第87頁.
112. ↑  Trefousse，第192頁.
113. ↑  Trefousse，第193–194頁.
114. ↑  Trefousse，第194頁.
115. ↑  Gordon-Reed，第90頁.
116. ↑  Trefousse，第194–195頁.
117. ↑  Gordon-Reed，第90–92頁.
118. ↑  Gordon-Reed，第93頁.
119. ↑  Gordon-Reed，第93–95頁.
120. ↑  Fitzgerald，第26頁.
121. ↑  Castel 1979，第28–29頁.
122. ↑  Castel 1979，第18–21頁.
123. ↑  Fitzgerald，第28頁.
124. ↑  Trefousse，第215–216, 234–235頁.
125. ↑  Trefousse，第216–217頁.
126. ↑  Castel 1979，第50–59頁.
127. ↑  Fitzgerald，第35頁.
128. ↑  Castel 1979，第58–59頁.
129. ↑  Stewart，第26頁.
130. ↑  Fitzgerald，第36頁.
131. ↑  Trefousse，第240頁.
132. 1 2  Castel 1979，第62–68頁.
133. ↑  Foner，第248–249頁.
134. ↑  Stewart，第51–52頁.
135. ↑  Foner，第249頁.
136. ↑  Stewart，第51–53頁.
137. ↑  Foner，第250–251頁.
138. ↑  Castel 1979，第70頁.
139. ↑  Castel 1979，第71頁.
140. ↑  Stewart，第53頁.
141. ↑  Trefousse，第252頁.
142. ↑  Trefousse，第253–254頁.
143. ↑  Castel 1979，第75–76頁.
144. ↑  Stewart，第57–58頁.
145. ↑  Stewart，第60–62頁.
146. ↑  Trefousse，第271頁.
147. ↑  Castel 1979，第88–89頁.
148. 1 2  Castel 1979，第107–109頁.
149. ↑  Stewart，第62–64頁.
150. ↑  Stewart，第64–66頁.
151. ↑  Castel 1979，第126–127頁.
152. ↑  Castel 1979，第128–135頁.
153. ↑  Castel 1979，第135–137頁.
154. ↑  Stewart，第95–97頁.
155. ↑  Castel 1979，第146頁.
156. ↑  Stewart，第109–111頁.
157. ↑  Trefousse，第313–316頁.
158. ↑  Trefousse，第316, 336頁.
159. ↑  Trefousse，第319頁.
160. ↑  Castel 1979，第81頁.
161. ↑  Gordon-Reed，第138–139頁.
162. ↑  Trefousse，第323–324頁.
163. ↑  Gordon-Reed，第139頁.
164. ↑  Stewart，第307頁.
165. ↑  Trefousse，第330頁.
166. ↑  Trefousse，第323–328頁.
167. ↑  Stewart，第340–341頁.
168. ↑  Castel 1979，第195頁.
169. ↑  Trefousse，第336頁.
170. ↑  Stewart，第240–247, 284–292頁.
171. ↑  Castel 1979，第40–41頁.
172. ↑  Apoliona 2010，第21頁.
173. ↑  Byrd 2011，第177–183頁.
174. ↑  Kanahele 1999，第189–226頁.
175. ↑  Naske & Slotnick 1994，第330頁.
176. ↑  Castel 1979，第120頁.
177. ↑  1634–1699: McCusker, J. J.  (PDF). American Antiquarian Society. 1997. 1700–1799: McCusker, J. J.  (PDF). American Antiquarian Society. 1992. 1800–present: Federal Reserve Bank of Minneapolis. .   [2024-02-29].
178. ↑  Castel 1979，第120–122頁.
179. ↑  Pletcher 1998，第160頁.
180. ↑  Castel 1979，第204–205頁.
181. 1 2  Trefousse，第349頁.
182. ↑  Stewart，第54頁.
183. ↑  Trefousse，第363頁.
184. ↑  Federal Judiciary Center.
185. ↑  Zuczek 2006，第595頁.
186. 1 2  Selcer 2014，第65頁.
187. ↑  Smalley 2003，第80頁.
188. ↑  Trefousse，第337–339頁.
189. ↑  Trefousse，第340–343頁.
190. 1 2  Trefousse，第345–347頁.
191. ↑  Castel 1979，第211–212頁.
192. ↑  Trefousse，第350–351頁.
193. ↑  Trefousse，第348, 353–354頁.
194. 1 2  Gordon-Reed，第142頁.
195. ↑  Castel 1979，第214–215頁.
196. ↑  Castel 1979，第215頁.
197. ↑  Trefousse，第364–366頁.
198. ↑  Trefousse，第334, 370–371頁.
199. 1 2  Castel 1979，第216頁.
200. ↑  Castel 1979，第216–217頁.
201. ↑  Trefousse，第375–377頁.
202. ↑  Gordon-Reed，第143頁.
203. ↑  Trefousse，第377頁.
204. ↑  Castel 1979，第vii頁.
205. 1 2  Castel 1979，第218頁.
206. 1 2  Beale，第807頁.
207. ↑  Rhodes 1904，第589頁.
208. ↑  Castel 1979，第218–219頁.
209. 1 2 3 4  Tolson 2007.
210. ↑  Castel 1979，第220頁.
211. ↑  Castel 1979，第220–21頁.
212. ↑  Beale，第808頁.
213. ↑  Castel 1979，第221頁.
214. 1 2  Foner 2006.
215. ↑  Castel 1979，第223–225頁.
216. ↑  Lafantasie 2011.
217. ↑  Gordon-Reed，第56頁.
218. ↑  Trefousse，第352頁.
219. ↑  Gordon-Reed，第144頁.

## 扩展阅读
- Benedict, Michael Les. . New York, Norton. 1973  [2022-01-06].
- McKitrick, Eric L. . Oxford University Press. 1960  [2022-01-06]. ISBN 978-0-19-505707-2.
- Sefton, James E. . 1980  [2022-01-06]. ISBN 9780316779883.
- Swanson, Ryan A. . Tennessee Historical Quarterly. 2012: 16–45.
- Wineapple, Brenda. . New York: Random House. 2019. ISBN 978-0-8129-9836-8.

- Levine, Robert S. . W. W. Norton & Company. 2021-08-24  [2022-01-10]. ISBN 9781324004752. （原始内容存档于2022-01-10）.